# Bisexualité
Ne doit pas être confondu avec Bigamie.

L'échelle de Kinsey met en valeur le fait que le désir ou les expériences amoureuses ou sexuelles ne sont pas polarisés selon un unique axe hétérosexualité (0) – homosexualité (6) mais qu'il existe des situations intermédiaires.
Si le degré d'attirance pour un genre ou l'autre se situe entre ces deux pôles (1, 2, 3, 4 ou 5), on parlera de bisexualité dès lors qu'il y a attirance pour les deux genres, même si l'un prédomine sur l'autre,.

La bisexualité est le fait d'éprouver une attirance sexuelle ou des sentiments amoureux pour plus d'un sexe ou genre,,,,. Le degré d'attraction pour un sexe et genre ou l'autre peut varier sur l'échelle de Kinsey selon la personne et le moment de sa vie. Une personne dont l'orientation sexuelle est la bisexualité est appelée un bisexuel ou une bisexuelle.
Le concept de bisexualité dans son sens actuel a, selon Julia Shaw[réf. souhaitée] (2022), émergé en 1896 sous la plume du médecin britannique Havelock Ellis, après celui d'homosexualité, inventé en 1869 par l'écrivain et activiste hongrois Karl-Maria Kertbeny. Mais le concept de bisexualité a une histoire bien plus ancienne.
Dans le règne animal, nombre d'animaux, en particulier les dauphins ou les bonobos, sont activement bisexuels.
La perception binaire de la sexualité humaine, soit la conception selon laquelle on ne peut être qu'hétérosexuel ou homosexuel, généralisée dans la culture populaire et présente dans nombre de travaux universitaires, a conduit à une occultation de la bisexualité comme phénomène spécifique, en particulier dans les sciences humaines des XIXe et XXe siècles. Lorsque cette occultation est intériorisée, elle conduit des personnes de fait bisexuelles à se présenter comme « hétérosexuelles » ou « homosexuelles », participant ainsi à une invisibilité de la bisexualité dans la société en général — et même parfois au sein des mouvements LGBT (ainsi, seule une part marginale de la population étudiée dans des recherches sexologiques se déclare bisexuelle).
Toutefois, après les approches psychanalytiques de la sexualité humaine (notamment celles de Freud, avec le concept de « bisexualité innée »), les études éthologiques et neuroscientifiques des hominidés, ainsi que l'histoire mondiale de la bisexualité, un débat contemporain s'est instauré sur le fait de savoir si la bisexualité serait l'orientation sexuelle naturelle de l'être humain.
Les femmes auraient plus de tendances à la bisexualité que les hommes, ou auraient une approche plus « fluide » de leur sexualité. Elles se déclarent plus souvent bisexuelles que les hommes et sont plus enclines à faire évoluer la manière dont elles s'identifient. Une étude de l'université Columbia en 2016 pointe la stigmatisation associée à la bisexualité masculine comme raison de ne pas s'identifier comme bisexuel.

## Origines et usages des mots «bisexualité» et «bisexuel»
Le mot bisexualité est formé du préfixe bi (« deux ») et de sexualité, sur le modèle de homosexualité et hétérosexualité.
Il peut avoir des sens différents selon le contexte, mais désigne couramment aujourd'hui le fait d'entretenir simultanément ou successivement des relations amoureuses, sentimentales ou sexuelles avec des personnes du même sexe et du sexe opposé, ou la capacité à ressentir une attraction physique, romantique ou amoureuse pour des personnes des deux sexes,.
En psychologie, le terme sert également à définir, selon la définition du Larousse, la « coexistence dans tout psychisme humain de potentialités à la fois féminines et masculines ».

### Sens particulier du terme «bisexualité» dans l'Antiquité

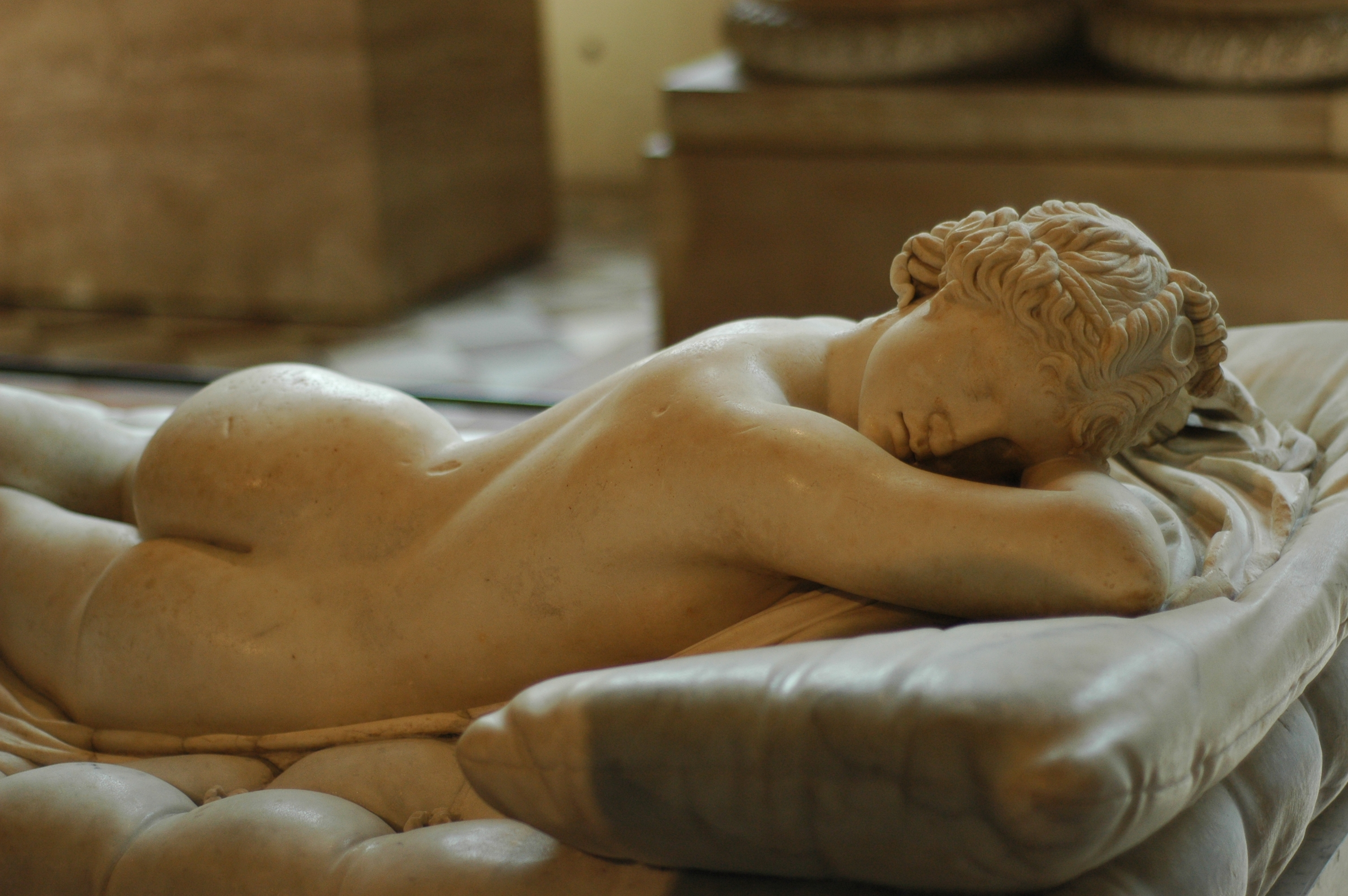
Hermaphrodite endormi, chef-d’œuvre de la collection Borghèse, musée du Louvre.

Certains intellectuels, tels Luc Brisson ou Eva Cantarella, avancent que dans le contexte de l'Antiquité, le terme de « bisexualité » peut revêtir, au-delà du sens actuel, la signification de la possession simultanée des organes sexuels masculins et féminins ; on parle également lorsque ce cas se présente d'un être « bisexué ». En Grèce antique, si ce cas se présentait chez un nouveau-né, le bébé était considéré comme un « monstre » et immédiatement mis à mort. Il en est de même dans la Rome antique jusqu'au début de l'Empire, période durant laquelle les hermaphrodites sont exhibés en public comme des monstres de foire. Avant cette évolution de traitement, les hermaphrodites étaient considérés à Rome comme des annonciateurs de malheurs, notamment de la colère des dieux ; ainsi, leur naissance ne concernait pas seulement leurs parents, mais engageait le sort de la collectivité entière.

### Sens particulier en biologie
À l'origine, le terme « bisexuel » s'appliquait à la biologie, en particulier dans la botanique française de la fin du XVIIIe siècle, où on utilisait ce terme pour qualifier des plantes ayant des organes des deux sexes (les étamines et les pistils).
Il a ensuite pris le sens d'une prédisposition biopsychologique à la fois féminine et masculine propre à tout être humain.
La bisexualité n'est pas l’androgynie (qui est le propre de la personne dont l'apparence ne permet pas de décider à quel sexe elle appartient). Quand une personne est physiquement porteuse des organes génitaux des deux sexes, on parle plutôt d'« intersexuation » (ou anciennement d'hermaphrodisme).

### En psychanalyse

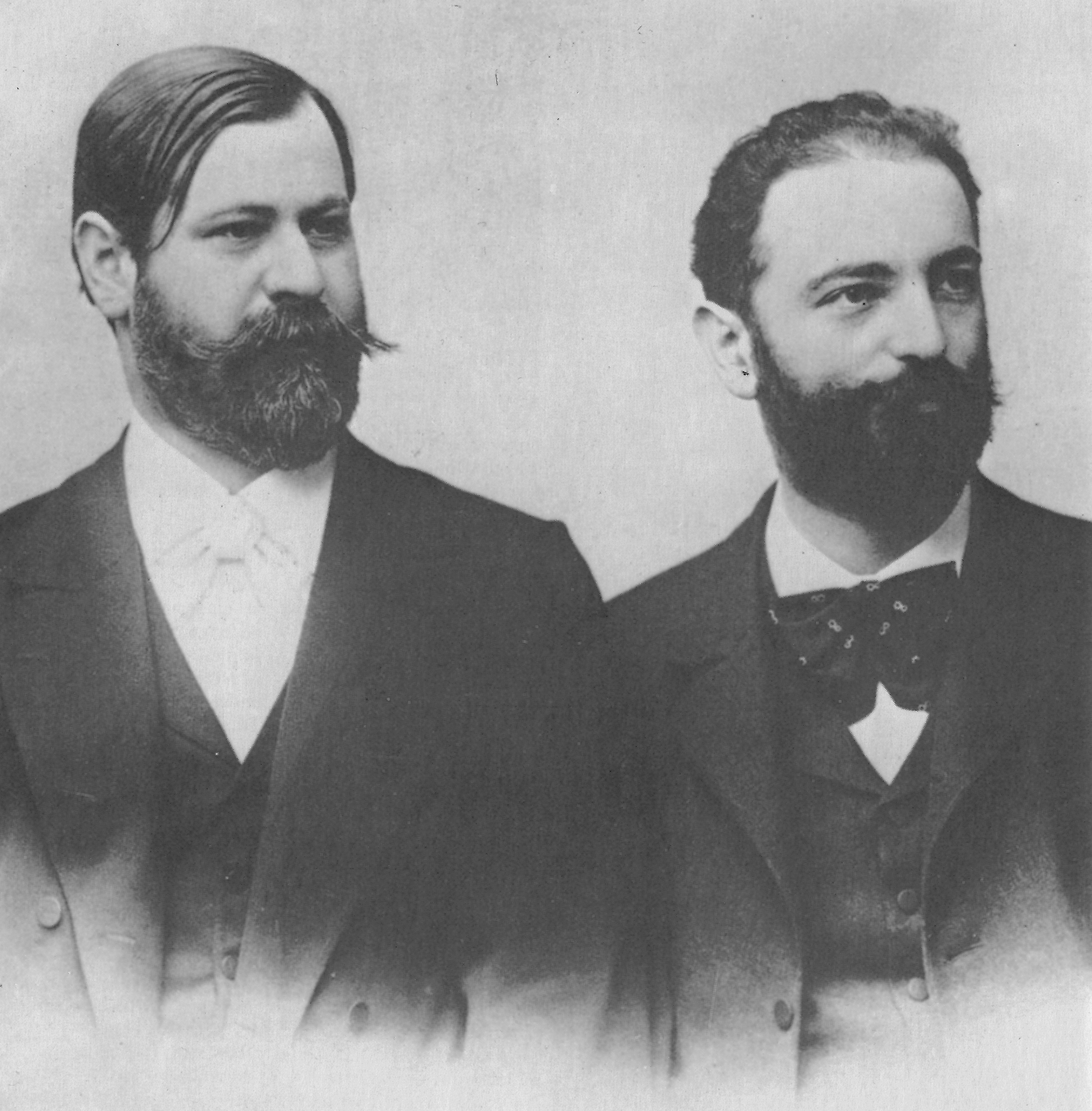
Sigmund Freud et Wilhelm Fliess, 1890.

Richard von Krafft-Ebing est l'un des premiers à considérer la notion de bisexualité, avec Havelock Ellis et Magnus Hirschfeld, comme une condition physique ou psychique introduisant des aspects masculins et féminins.
On distingue la bisexualité comme comportement de la « bisexualité psychique », théorisée notamment par Wilhelm Fliess et reprise par Sigmund Freud, qui serait selon lui le fondement psychique inconscient de tout être humain. L'incapacité à réprimer les tendances relevant du sexe opposé fait partie des explications avancées par Freud pour déterminer l'origine de certains troubles de la personnalité de caractère névrotique. Par la suite, il considère la bisexualité non plus comme une composante innée, mais comme la manifestation de la nature instable de l'identité sexuelle et du choix des objets sexuels. Il écrit également, s'appuyant sur l'exemple de la bisexualité grecque antique : « l'objet sexuel [des deux sexes] est alors une sorte de réflexion de la nature bisexuelle du sujet lui-même ».
Dans son livre XY, De l'identité masculine, Élisabeth Badinter reprend un passage de L'analyse avec fin et l'analyse sans fin où Freud considère que tous les êtres « peuvent prendre comme objets sexuels des personnes du même sexe, comme de l'autre sexe […]. Ils répartissent leur libido d'une manière soit manifeste, soit latente, sur des objets des deux sexes. » Dans la même perspective, la philosophe reprend également un passage de Un souvenir d'enfance de Léonard de Vinci, où Freud estime que non seulement chacun est capable de faire un « choix » homosexuel, mais « l'a accompli à un moment donné de sa vie, puis, ou bien s'y tient encore dans son inconscient, ou bien s'en défend par une énergique attitude contraire ».
Dans Bi-Sexual Love (1920), Wilhelm Stekel affirme que tout être humain est par essence bisexuel et que l'hétérosexualité et l'homosexualité sont toutes deux contre-nature. Il estime également que toute personne, même parmi celles qui se déclarent homosexuelles, ressent des attirances hétérosexuelles et que l'on devient monosexuel par obligation sociale.
Au regard de la notion de bisexualité en psychanalyse, il faut noter que l'Association américaine de psychologie distingue l'identité de genre de celle d'orientation sexuelle.

### Sens actuel: orientation sexuelle ou comportement
Le sens moderne de bisexualité comme attirance sentimentale ou sexuelle pour des personnes des deux sexes se retrouve dès le début du XXe siècle, notamment dans Studies in the Psychology of Sex, Volume II : Sexual Inversion (1915) de Henry Havelock Ellis, qui parle également d'« hermaphrodisme psychosexuel ». Ainsi, dans son sens moderne, la bisexualité est une orientation sexuelle caractérisée par l’amour ou le désir sexuel pour les membres des deux sexes, distincte de l’homosexualité et de l’hétérosexualité ou encore de l’asexualité. Les personnes bisexuelles peuvent avoir des relations simultanées avec les partenaires de sexe masculin et féminin, pratiquer la monogamie en série avec des partenaires de l’un ou l’autre sexe, avoir des relations de plus ou moins longue durée avec des partenaires d’un seul sexe ou pratiquer la chasteté,. La bisexualité se réfère aux désirs et au concept de soi, pas nécessairement au comportement : ainsi, une personne bisexuelle peut ne s'engager que dans des relations hétérosexuelles ou homosexuelles, même si elle éprouve des sentiments pour des personnes des deux sexes.
La bisexualité n'est pas une équivalence du type « j'aime autant les femmes que les hommes » ou « j'ai eu 50 % de mes relations amoureuses avec des femmes et 50 % avec des hommes » : elle englobe mais ne se limite pas à une égale attirance pour les deux sexes. En effet, les degrés d'attirance envers les deux sexes peuvent infiniment varier,, conduisant à une grande diversité d'expériences. La bisexualité peut aussi se voir comme une sexualité « fluide » qui change au cours du temps.
Ainsi, de façon large, on peut décrire la bisexualité de ces manières : être attiré par plus d'un genre ; être principalement attiré par un genre, mais reconnaître que cette attirance n'est pas exclusive ; avoir une sexualité évolutive (« fluide ») au fil du temps ; considérer que l'on peut être attiré par une personne « quel que soit son genre » (en prenant en compte d'autres facteurs) ; ou contester qu'il n'existe que deux genres, et que l'on peut n'être attiré que par l'un, l'autre, ou les deux.

### Synonymes et débats sémantiques
D'autres mots ont également pu être utilisés pour désigner la bisexualité dans le sens actuel du terme. Les expressions « pansexuel », « omnisexuel » ou encore « queer » ont ainsi pu être préférés à celui de « bisexuel » (le bi de « bisexualité » pouvant impliquer qu'il n'y a que deux genres,). Cependant, ces termes sont également l'objet de critiques : les termes omnisexuel et pansexuel peuvent renvoyer à une idée fausse associant le potentiel d'aimer les deux sexes avec de l'hypersexualité, alors que le terme queer (qui se réfère à l'ensemble des non-hétérosexuels, pas seulement aux bisexuels) préserve toujours son acception négative originelle (« bizarre, étrange » en anglais). Les termes ambisexuel et fluide ont également été proposés, mais ils ne sont que très peu connus du grand public ; le terme bisexuel est en tout cas le plus connu de tous, et le plus usité dans la recherche scientifique.
Les asexuels peuvent également préférer le terme de « biromantique », qui n'implique pas d'aspect sexuel dans l'attirance envers les hommes et les femmes.
La terminologie du concept fait toujours débat ; par exemple, le terme de « pansexuel » a pu être utilisé en remplacement des termes classiques, notamment « bisexualité », car considérés comme périmés ou obsolètes.

## En sexologie

### Comportements animaux et humains
Des comportements bisexuels sont rapportés par les scientifiques chez de nombreuses espèces animales. Des relations homosexuelles ont été observées dans près de 400 espèces animales.
Les recherches scientifiques menées sur des mammifères autres que les primates montrent que l'organisation neuroanatomique générale des organismes mammaliens est spécifiquement conçue pour la copulation hétérosexuelle : des phéromones sexuelles attirent réciproquement les mâles vers les femelles, le réflexe de lordose permet de bien présenter le vagin pour la pénétration, la lubrification vaginale facilite le réflexe d'éjaculation, les sensations vaginales, clitoridiennes et péniennes (via le système de récompense,) favorisent la motivation sexuelle, etc. Il existe ainsi, dans l'organisation neurobiologique innée de l'organisme, un véritable comportement de reproduction hétérosexuel chez les mammifères non-primates. Mais les études éthologiques du comportement sexuel des primates, et les études historiques et anthropologiques humaines montrent que les activités bisexuelles sont pourtant possibles.
Les recherches en neurosciences depuis le début du XXIe siècle permettent d'expliquer ces différences entre la copulation hétérosexuelle des mammifères non-primates et les activités bisexuelles des hominidés (être humain, chimpanzé, bonobo, orang-outan, gorille, etc.). Elles ont montré qu'au cours de l’évolution, le contrôle neurobiologique du comportement sexuel a changé. Chez les primates et surtout chez les hominidés, la sexualité s'est progressivement dissociée des cycles hormonaux,, 90 % des gènes des récepteurs aux phéromones ont été altérés, et le réflexe sexuel de la lordose n'est plus fonctionnel. Au contraire, l'importance du système de récompense et de la cognition est devenue majeure. En raison de ces modifications du système nerveux, on observe que les activités sexuelles des hominidés changent : elles ne sont plus limitées à la copulation vaginale,, mais se développent principalement autour de la stimulation des zones érogènes car ces stimulations procurent des récompenses (ou renforcements) dans le cerveau. Ces récompenses, en particulier l'orgasme, sont perçues au niveau de la conscience comme des sensations de plaisirs érotiques et de jouissances. Chez l’être humain, le but fonctionnel du comportement sexuel n'est plus le coït vaginal mais la recherche des récompenses érotiques, procurées par la stimulation du corps et des zones érogènes. Le comportement de reproduction a évolué vers un comportement érotique,.
Au cours de cette évolution du comportement de reproduction, on observe que des caractères érotiques et bisexuels apparaissent progressivement en fonction des facteurs neurobiologiques qui ont été modifiés. Mais comme les modifications des facteurs ne sont pas toutes graduelles et n'apparaissent pas toutes aux mêmes périodes phylogéniques, les modifications comportementales sont discontinues. Le cerveau se corticalise progressivement, et les espèces de mammifères les plus corticalisées sont les plus bisexuelles (éléphants, dauphins, hominidés). Mais les éléphants n'ont qu'un niveau intermédiaire d'activités bisexuelles car les phéromones jouent encore un rôle important. L'altération des gènes des récepteurs aux phéromones est importante à partir des catarhiniens (cercopithèques, gibbons, hominidés) et ces espèces ont davantage d'activités bisexuelles. La dissociation des activités sexuelles des cycles hormonaux est majeure à partir de Pan Paniscus (bonobo),. Au cours de l'évolution, plus une espèce cumule de modifications neurobiologiques et plus ces modifications sont importantes, plus son comportement sexuel sera labile, varié et bisexuel. Pour ces raisons, on observe que quasiment tous les primates ont des activités bisexuelles,, en particulier les chimpanzés Pan paniscus (Bonobo),, qui constituent l'espèce la plus proche de l'espèce humaine.

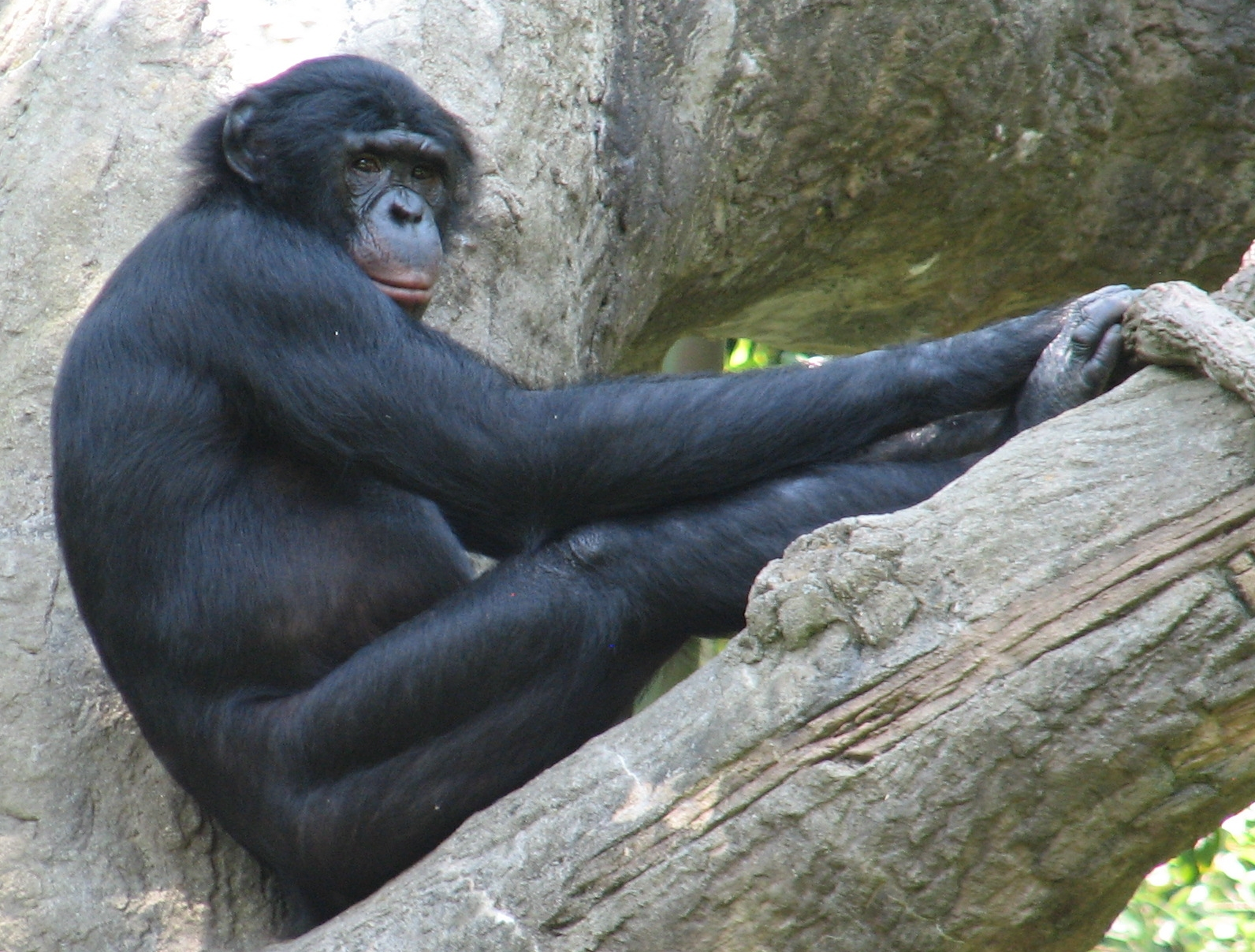
Les Bonobos sont, avec les Chimpanzés, les primates les plus proches génétiquement de l'espèce humaine. Les premiers sont activement bisexuels, alors que les seconds ne le sont que peu ou pas.

Chez l'être humain, qui cumule le maximum de modifications neurobiologiques des facteurs du comportement de reproduction, on observe en particulier que le système cérébral spécifique de la reconnaissance du sexe opposé a été altéré. Plus de 90 % des gènes (TAAR, VR1, VR2 et TCPR2) spécifiques à la détection des phéromones sont altérés,. Bien qu'il existe encore des effets résiduels, l'influence comportementale des phéromones est devenue mineure,. Même s'il existe encore des facteurs biologiques et phéromonaux résiduels, le sexe du ou des partenaire(s) n'est plus le principal facteur biologique à l'origine des activités sexuelles. Le système de récompense et la cognition sont devenus prépondérants.
Au niveau ethnologique et historique, on observe que dans les sociétés sexuellement libérales, les enfants et les adolescents ont des activités bisexuelles,,, et qu'apparemment, il existait dans toutes les sociétés anciennes de guerriers, avant l'avènement des religions actuelles qui sont peu favorables à la sexualité, des pratiques bisexuelles généralisées,.
Ces données suggèrent qu'il existe une tendance significative à la bisexualité chez l'être humain. La bisexualité n'est pourtant pas de nos jours généralisée dans les sociétés occidentales, notamment en raison de la grande valorisation culturelle du couple hétérosexuel, d'une très forte homophobie et d'un très fort monosexualisme, expliquant d'une part le fait que les bisexuels sont souvent rejetés par les hétérosexuels comme par les homosexuels, et d'autre part que la bisexualité n'existe pas au niveau des pratiques et des valeurs culturelles. Il est donc extrêmement difficile de vivre de manière bisexuelle et beaucoup de bisexuels dissimulent en conséquence leur véritable orientation sexuelle. Néanmoins, malgré la biphobie, l'homophobie et l'hétérocentrisme, on observe que pour les hommes étudiés par Alfred Kinsey dans son Sexual Behavior of the Human Male, 46 % ont une sexualité bisexuelle, mais que vraisemblablement, la plupart des personnes, en raison de toutes les difficultés et pressions psychologiques exposées précédemment, se conforment aux pratiques et aux valeurs dominantes,.

### Échelles de mesure de la sexualité humaine
Plusieurs sexologues ont conçu des échelles de mesure de la sexualité qui visent à rendre possible une étude des comportements sexuels humains plus précise que les catégories tranchées d'hétérosexualité, d'homosexualité ou de bisexualité.

#### Échelle d'Alfred Kinsey
Le premier et le plus connu des chercheurs à réaliser une étude de ce genre est le sexologue américain Alfred Kinsey (lui-même bisexuel) : dans deux études connues sous le nom de rapports Kinsey (Sexual Behavior in the Human Male en 1948 et Sexual Behavior in the Human Female en 1953), il emploie une échelle qui, en se fondant sur les témoignages des personnes interrogées sur leurs pratiques sexuelles, les classe non pas en deux ou trois catégories tranchées, mais en sept catégories qui vont de l'hétérosexualité exclusive (degré 0) jusqu'à l'homosexualité exclusive (degré 6). Les degrés intermédiaires, de 1 à 5 dans le tableau ci-dessous, correspondent à des comportements bisexuels,. Les rapports Kinsey font beaucoup de bruit à leur parution, car ils montrent que les personnes ayant eu des rapports sexuels avec des personnes des deux sexes sont beaucoup plus nombreuses que ce que l'on croyait jusqu'alors. Par la suite, l'échelle de Kinsey est souvent évoquée pour réfuter la conception traditionnellement binaire de la vie sexuelle, qui se résume à « hétérosexualité ou homosexualité ».
| Valeur | Explication                                                   |
| ------ | ------------------------------------------------------------- |
| 0      | Exclusivement hétérosexuel(le)                                |
| 1      | Prédominance hétérosexuelle, expérience homosexuelle          |
| 2      | Prédominance hétérosexuelle, occasionnellement homosexuel(le) |
| 3      | Bisexuel sans préférence                                      |
| 4      | Prédominance homosexuelle, occasionnellement hétérosexuel(le) |
| 5      | Prédominance homosexuelle, expérience hétérosexuelle          |
| 6      | Exclusivement homosexuel(le)                                  |

Une des critiques que l'on peut adresser à l'échelle de Kinsey est qu'elle ne prend en compte que la variable sexuelle proprement dite, sans aborder les sentiments amoureux, les fantasmes ou la définition que les personnes ont d'elles-mêmes.

#### Grille d'orientation sexuelle de Fritz Klein
Dans les années 1970, un sexologue américain, Fritz Klein, lui-même bisexuel, élabore un autre instrument d'étude du comportement sexuel, encore plus précis, afin de prendre en compte la grande variété des témoignages qu'il recueille au cours d'un forum sur la bisexualité qu'il crée et anime à New York. Klein met au point cet outil pour pallier ce qu'il percevait comme les défauts de la grille de Kinsey. Il publie pour la première fois cet outil, la grille d'orientation sexuelle de Klein, dans son ouvrage The Bisexual Option en 1978. La grille d'orientation sexuelle de Klein n'est pas une échelle de mesure, mais un modèle de formulaire pour interroger les personnes sur leur sexualité. Elle prend en compte non pas seulement les pratiques sexuelles, mais aussi les sentiments de la personne ou encore ses fantasmes ; elle fait par ailleurs le distinguo entre la vie passée de la personne, sa vie présente (la « fluidité sexuelle ») et son idéal de vie,. Pour chacune de ses réponses, la personne peut répondre par des chiffres allant de 1 (le même sexe seulement) jusqu'à 7 (l'autre sexe seulement). Les pratiques, le vécu, les désirs et les sentiments des personnes interrogées sont ainsi pris en compte de manière plus nuancée, ce qui aboutit à un profil d'orientation sexuelle composé de 21 critères différents.
Le modèle de Fritz Klein est le premier à prendre en compte la manière dont la personne elle-même se qualifie comme étant un aspect important de son orientation sexuelle. Il est également le premier à reconnaître que l'orientation sexuelle peut être dynamique, en évoluant au cours de la vie. C'est par cet outil théorique que Fritz Klein a assis sa réputation, dans le monde anglophone, de spécialiste de la bisexualité. Cet outil « s'est popularisé parmi les militants, les éducateurs et les thérapeutes, parce qu'il reconnaît la complexité de la sexualité humaine et en particulier la fluidité sexuelle dans le temps ». Cependant, sa complexité a limité son usage et sa diffusion dans le milieu académique : il reste aujourd'hui encore peu connu des chercheurs.

#### Typologie de Rommel Mendès-Leite
Le sociologue brésilien Rommel Mendès-Leite a proposé une typologie distinguant huit types de bisexuels masculins :
1. Le bisexuel circonstanciel ;
2. Le bisexuel d'une seule femme ;
3. Le bisexuel à tendance homosexuelle ;
4. Le bisexuel fortement sexualisé ;
5. Le bisexuel expérimental ;
6. Le bisexuel à tendance hétérosexuelle ;
7. Le bisexuel souffrant ;
8. Le bisexuel transitionnel.

### Autres typologies possibles
Au-delà des échelles attestant de différents degrés de la bisexualité, d'autres typologies ont été proposées, incluant la « bisexualité de défense » (dans des pays où l'homosexualité n'est pas acceptée), la « bisexualité latine » (dans certaines cultures méditerranéennes, les hommes qui tiennent le rôle actif dans une relation homosexuelle masculine se considèrent comme strictement hétérosexuels), la « bisexualité rituelle » (où une homosexualité initiatique précède une hétérosexualité maritale, comme dans certaines tribus d'Océanie) ; la « bisexualité maritale », la « bisexualité situationnelle » (dans certains contextes où les individus ne sont pas disponibles comme les prisons, des relations dans les toilettes ; ou pour de l'argent), la « véritable bisexualité » ou « bisexualité pure » (où la personne est autant attirée par les hommes que par les femmes), la « bisexualité d'expérimentation » ou encore la « bisexualité technique » (lorsque l'on s'engage dans des relations avec des personnes travesties, ou avec des personnes du « troisième genre » comme l'ont fait certaines cultures).
À cette typologie, on peut ajouter une classification temporelle : la « bisexualité successive » (manifestement la plus courante) où l'individu est en relation ou tombe amoureux d'une personne, homme ou femme ; la « bisexualité simultanée » où l'individu a des partenaires masculins et féminins en même temps ; et enfin la « bisexualité transitoire » entre hétérosexualité et homosexualité.
Une caractérisation de la bisexualité en trois sous-catégories majeures : « bi-gay », « bi-hétéro », et « bi-bi » a également été proposée.
Enfin, l'expression anglophone de « men who have sex with men and women » (ou MSMW) est un outil sexologique utilisé pour désigner, selon des critères médicaux, les personnes s'étant engagées dans des relations de nature sexuelle avec des hommes et des femmes.

### Études et statistiques dans le monde
L'un des chercheurs ayant le plus travaillé statistiquement sur la bisexualité est Alfred Kinsey (voir Rapports Kinsey). Dans une étude menée en 1948, il a découvert que 46 % des sujets masculins interrogés (5 300 personnes) et de 6 à 14 % des femmes avaient eu une expérience sexuelle avec une femme et un homme, ou que ces personnes avaient déjà sexuellement « réagi » à des personnes des deux sexes. Shere Hite est l'auteure d'une étude sur la sexualité masculine, Le Rapport Hite sur les hommes. Elle découvre dans ses recherches que 43 % des hommes sondés ont eu, durant leur enfance ou leur adolescence, des rapports sexuels avec d'autres garçons, sans que cela les empêche de mener ou de développer plus tard dans leur vie une sexualité hétérosexuelle.
Il est difficile de mesurer et d'estimer de façon fiable le nombre de bisexuels. En effet, de nombreux bisexuels ne se définissent pas comme tels, mais comme hétérosexuels ou homosexuels, deux catégories mieux acceptées socialement aujourd'hui. Il arrive que des femmes ou des hommes, en difficulté dans leur vie amoureuse ou frappés par la monotonie du mariage, se découvrent bisexuel(le)s, mais la réalité quantitative de ce phénomène est encore peu connue.
Dans les années 2000, une étude menée par Lisa M. Diamond, chercheuse en psychologie à l'université d'Utah aux États-Unis, qui a suivi un groupe de 79 femmes non hétérosexuelles pendant dix ans, a montré l'existence d'une orientation bisexuelle pérenne chez les femmes, la pérennité de l'orientation bisexuelle (92 %) sur dix ans étant supérieure à celle de l'orientation lesbienne (66 %). Par ailleurs, une étude américaine publiée en 2000 a montré que la définition que les personnes non hétérosexuelles ont de leur propre sexualité est mouvante : des personnes se déclarant précédemment homosexuelles ou lesbiennes peuvent, à la suite de nouvelles expériences, se qualifier de bisexuelles, et vice-versa,.
D'après des études américaines récentes, les personnes s'identifiant comme bisexuelles constituent le groupe le plus nombreux parmi les « LGB » (personnes qui s'identifient comme homosexuelles, bisexuelles et lesbiennes),,, sachant que nombre de personnes ayant entretenu des relations avec des personnes de même sexe ou ressentant une attirance pour des personnes du même sexe ne s'identifient pas comme « LGB »,. Néanmoins, la difficulté à quantifier précisément l'ampleur de la bisexualité vient notamment du fait que de nombreuses personnes bisexuelles de fait, pour des raisons diverses, ne se définissent pas ainsi mais comme hétérosexuelles ou homosexuelles,.
Si les personnes bisexuelles de fait apparaissent comme une minorité importante de la population dans l'étude de Kinsey, très peu sont celles qui se présentent comme telles dans des études récentes, conduisant à des proportions de bisexuels « auto-identifiés » de l'ordre de seulement quelques pourcents, ce qui pose une claire distinction entre pratique et identité bisexuelle. Ainsi, par exemple, lors d'une enquête sur l'orientation sexuelle en France menée par l'IFOP début 2011,, seules 3 % des personnes interrogées se déclaraient bisexuelles. Extrapolé à l'échelle du pays, ce pourcentage donne environ 1,48 million de personnes se déclarant bisexuelles en France. L'enquête indique aussi que parmi les personnes qui se déclarent bisexuelles ou homosexuelles, on constate une légère surreprésentation des hommes par rapport aux femmes, ainsi qu'une légère surreprésentation des personnes âgées de moins de 50 ans, peut-être en raison de la libération des mœurs après 1960. Il n'y a en revanche aucune différence entre les bisexuels, les hétérosexuels et les homosexuels quant à la répartition géographique ou au milieu social. Les bisexuels déclarés sont légèrement plus nombreux que les homosexuels déclarés à vivre en couple (55 % contre 46 %) ; ils sont aussi plus nombreux à avoir des enfants à la maison (24 % contre 14 %).

### Remise en cause de l'alternative hétérosexualité-homosexualité
Certaines études sexologiques ont depuis longtemps remarqué que le diptyque hétérosexualité-homosexualité était trop pauvre pour décrire convenablement la réalité des comportements sexuels humains, et leur fluidité dans le temps. L'alternative hétérosexualité-homosexualité reste pourtant, malgré sa simplification des comportements sexuels, encore largement dominante, en particulier dans la culture et la recherche anglo-saxonnes.
Or des chercheurs, dès les années 1970, ont estimé que « l'étude longitudinale de la vie sexuelle des êtres humains […] permet de comprendre le flux et le reflux des expériences homosexuelles et hétérosexuelles et de remettre en question l'opinion commune selon laquelle on est soit homosexuel soit hétérosexuel. » La bisexualité rompt en effet l'alternative stricte « hétérosexualité ou homosexualité », bien que celle-ci puisse rester, malgré les recherches et les études qui démontrent son invalidité, la référence de pensée pour de nombreuses personnes.
L'échelle de Kinsey a d'ailleurs été créée par le chercheur américain Alfred Kinsey et ses collègues pour modéliser le fait que les résultats des études et recherches sexologiques ont montré qu'il n'y avait pas de séparation nette et tranchée entre comportement sexuel homosexuel et hétérosexuel. L'échelle de Kinsey permet ainsi de prendre en compte la complexité et la fluidité des comportements sexuels humains. Elle montre aussi que l'identification personnelle n'est pas nécessairement corrélée aux pratiques sexuelles : on peut se considérer homosexuel ou hétérosexuel, et avoir un comportement sexuel bisexuel. La complexification des travaux théoriques, comme avec la grille d'orientation sexuelle de Klein, qui prolonge et approfondit la grille de Kinsey, a permis de mieux comprendre la bisexualité qu'avec les méthodes dichotomiques traditionnelles.
Par ailleurs, parmi les personnes s'engageant dans des relations homosexuelles, peu nombreuses sont celles qui excluent les relations hétérosexuelles. Ainsi, d'après une étude française conduite en 1993, 96,6 % des hommes interrogés ayant eu des relations sexuelles homosexuelles ont aussi entretenu des relations hétérosexuelles. Des études américaines ou danoises donnent des chiffres tout aussi considérables (de 90 à 96 %), ce qui montre que l'homosexualité (l'orientation sexuelle unique et exclusive envers les personnes de même sexe) n'est que très marginale parmi les personnes s'engageant dans des relations avec des personnes de même sexe.
L'étude sexologique Le rapport Hite sur les Hommes note elle aussi que malgré la fluidité sexuelle et l'existence d'expériences homosexuelles et hétérosexuelles chez de nombreux hommes, l'alternative « homosexuel-hétérosexuel » est toujours utilisée comme outil de définition exclusif, sans toute la rigueur nécessaire : « Il n'y a pas de corrélation entre le fait qu'un garçon ait eu ou non une expérience sexuelle avec d'autres garçons et le fait qu'il se considère « homosexuel » ou « hétérosexuel » plus tard dans la vie. Beaucoup d'homosexuels n'ont jamais eu de relations avec d'autres garçons pendant leur jeunesse, et beaucoup d'hétérosexuels en ont eu. » De même, les chercheurs Philip W. Blumstein et Pepper Schwartz, auteurs de Bisexuality: Some Social Psychological Issues (1977), constatent que nombre de personnes qui s'engagent dans ce type de relations enfants ou adolescents et qui mènent par la suite des vies hétérosexuelles ne se considèrent pas comme bisexuels, et voient ces expériences comme de simple jeux sans grande importance dans la définition de leur orientation sexuelle.
Quant aux précautions à tenir dans l'usage des mots définissant une pratique sexuelle, un chercheur américain des études de genre estime qu'il n'est pas pertinent d'utiliser le mot « homosexuel » comme un nom pour désigner des personnes, mais qu'il est plus approprié de l'utiliser comme un adjectif à accoler à un acte ou à un comportement donné.
D'autres, à l'instar de Jonathan Ned Katz, estiment qu'au nom du continuum de Kinsey et la fréquence des pratiques homosexuelles chez les « hétérosexuels », c'est le dualisme « homosexuel-hétérosexuel » lui-même qui est à abolir.
Historiquement, les études sociologiques et sexologiques n'ont que très tardivement étudié la bisexualité en tant que telle ; sans considération spécifique, elle était auparavant allègrement confondue avec l'homosexualité, aucune différence qualitative n'étant faite entre les personnes uniquement attirées par les personnes de même sexe et les bisexuels,,,.

### Tendances naturelles et universelles possibles
Depuis les travaux de Freud sur la psychologie de la sexualité humaine, la question de savoir si la bisexualité est la tendance naturelle de la sexualité humaine se retrouve dans la culture populaire, comme dans la recherche académique,. Ainsi, selon le Journal of the American Medical Association, « les êtres humains sont par nature psychiquement bisexuels, c'est-à-dire capables d'aimer des personnes des deux sexes ».
Une des difficultés à quantifier précisément l'ampleur de la bisexualité est que de nombreuses personnes bisexuelles de fait, pour des raisons diverses, ne se définissent pas ainsi mais comme hétérosexuelles ou homosexuelles,. En effet, lorsque l'on demande directement par des enquêtes à la population de se définir, très peu sont les personnes se présentant comme bisexuelles ; si, en revanche, on cherche à savoir qui a déjà ressenti une attirance amoureuse ou sexuelle envers plus d'un genre, ou à s'être engagé dans des relations sexuelles avec des personnes des deux sexes, on obtient une minorité importante (le rapport Kinsey avance le chiffre de 46 % de la population masculine, le rapport Hite 43 %), voire une majorité de la population. Il y a beaucoup plus de personnes ressentant des attractions pour les deux sexes que de personnes s'engageant dans des relations avec les deux sexes ; et il y a beaucoup plus de personnes s'engageant dans des relations avec les deux sexes que de personnes se définissant comme bisexuelles.

## Histoire

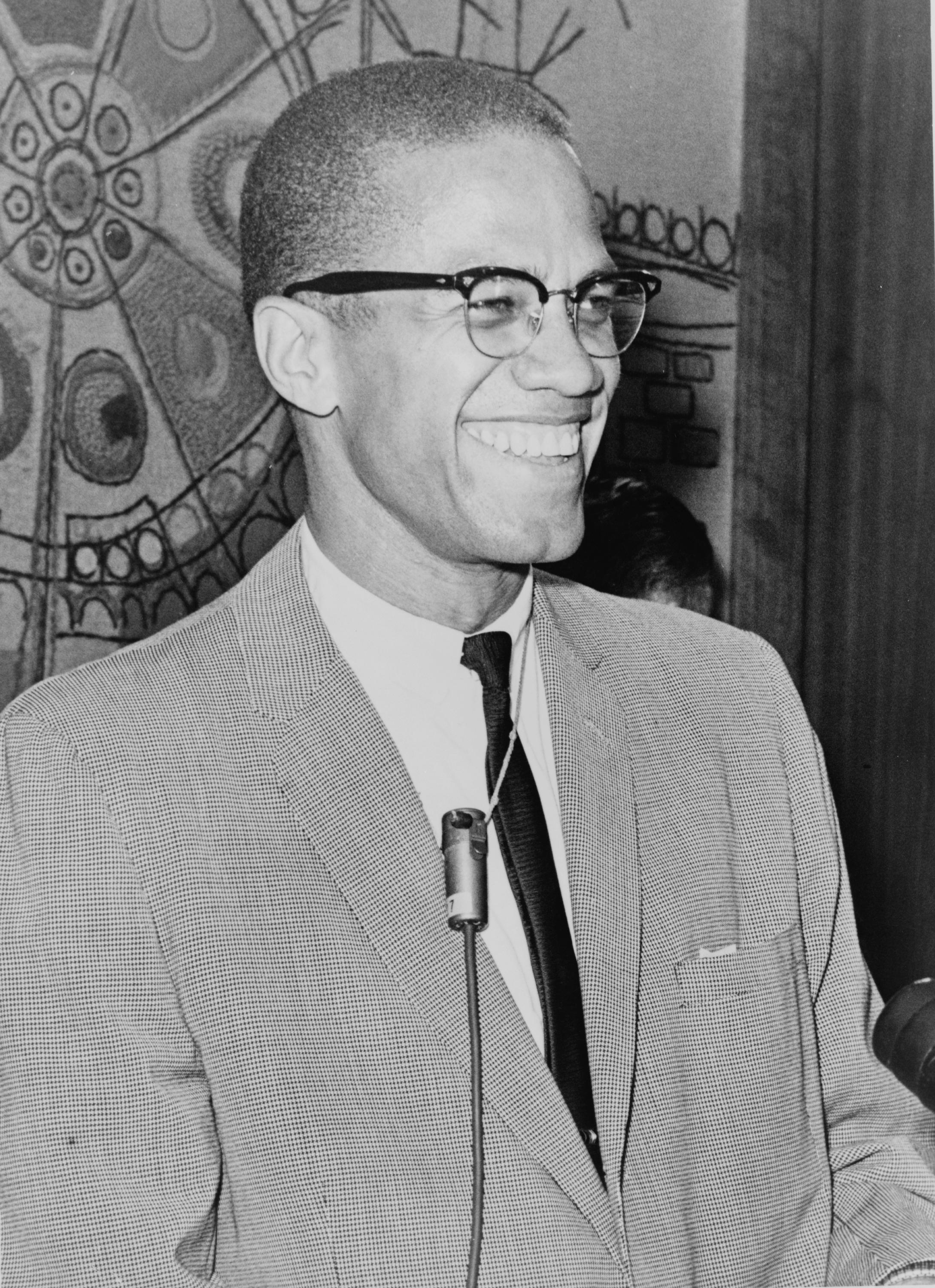
Durant le XXe siècle, la bisexualité de certaines personnalités, comme ici l'activiste pour les droits des Afro-Américains Malcolm X, était délibérément cachée.

Il est important de garder à l'esprit que les termes d’hétérosexualité, d'homosexualité, de bisexualité, et plus généralement les notions mêmes de sexualité et d'orientation sexuelle sont des concepts relativement récents à l'échelle de l'histoire (comme le fait de s'auto-identifier selon une certaine orientation sexuelle) puisqu'ils ont été introduits par la médecine et la psychologie au XIXe siècle. Ils ne sont donc pas forcément adaptés dans des contextes historiques plus anciens, étant donné que les sociétés anciennes ne réfléchissaient pas dans les mêmes termes et n'utilisaient pas (ou pas exactement) les mêmes catégories de pensée. Il n'est cependant pas absurde de supposer que, de tout temps, il a existé des personnes éprouvant des attirances que nous appellerions aujourd'hui hétérosexuelles, homosexuelles ou bisexuelles, même si ces attirances ne s'inscrivaient pas dans les mêmes cadres sociaux (libertés, contraintes, modes de sociabilité, etc.). Par exemple, durant l'antiquité grecque ou romaine, elles ne prenaient pas les mêmes formes et ne donnaient pas lieu à l'élaboration d'identités individuelles (« je suis homosexuel », « je suis bisexuel », « je suis hétérosexuel ») comme c'est le cas à partir de la fin du XXe siècle.
Pour le sexologue Fred Klein, l'histoire de la bisexualité est pour l'essentiel restée inaperçue, ou sporadiquement évoquée, les bisexuels ayant été le plus souvent considérés comme homosexuels, ou parfois comme hétérosexuels, par occultation de la bisexualité. Il précise, à la suite d'une liste de personnages historiques qu'il estime avoir été bisexuels : « pour trouver mes sources, j'ai dû chercher dans l'histoire « homosexuelle ». J'ai ainsi débusqué ces gens qui étaient en fait bisexuels plutôt qu'homosexuels. La connaissance historique de la bisexualité ne sortira pas de l'ombre tant qu'on n'aura pas au moins admis sa réalité. »
Si l'on tente d'observer les comportements bisexuels et leur acceptation ou leur rejet dans les différentes sociétés à travers le temps, il apparaît que la bisexualité a une histoire universelle,. La plupart de ces relations bisexuelles étaient attachées soit à une période de la vie (comme pour le shudō dans le Japon pré-moderne), soit à un troisième genre (comme pour les Deux-Esprits des Nord-Amérindiens ou les bacchás d'Asie centrale). De fait, nombre de sociétés ont connu, avant de recevoir les apports religieux et culturels des trois grands monothéismes (en particulier de leur hétéronormativité), une bisexualité généralisée.
La majeure partie de ce que l’on appelle « homosexualité » dans les cultures anciennes est en fait une forme de bisexualité, dans la mesure où les pratiques et relations homosexuelles sont très rarement conçues comme excluant toute relation hétérosexuelle (au contraire de la catégorisation actuelle, dans laquelle une personne homosexuelle est attirée exclusivement par les personnes du même sexe).
L'histoire de la bisexualité féminine est plus difficile à établir, dans la mesure où les sociétés les mieux connues étaient généralement patriarcales et où les sources diverses renseignent plutôt sur les relations entre hommes.
Le journal scientifique anglophone (trimestriel et évalué par des pairs) Journal of Bisexuality est dédié au sujet de la bisexualité : sa signification pour l'individu, la communauté et la société, couvrant des aspects tels que la thérapie bisexuelle, l'histoire, etc. Il a été fondé par le psychiatre et sexologue d'origine autrichienne Fritz Klein en 1998 et est affilié à l'American Institute of Bisexuality (AIB, parfois aussi dénommé « the Bi Foundation »). Deux ans plus tôt, en 1996, Klein avait lancé un site Web (bisexual.org) où trouver des informations et des ressources sur ce sujet.

### Europe

#### Grèce antique

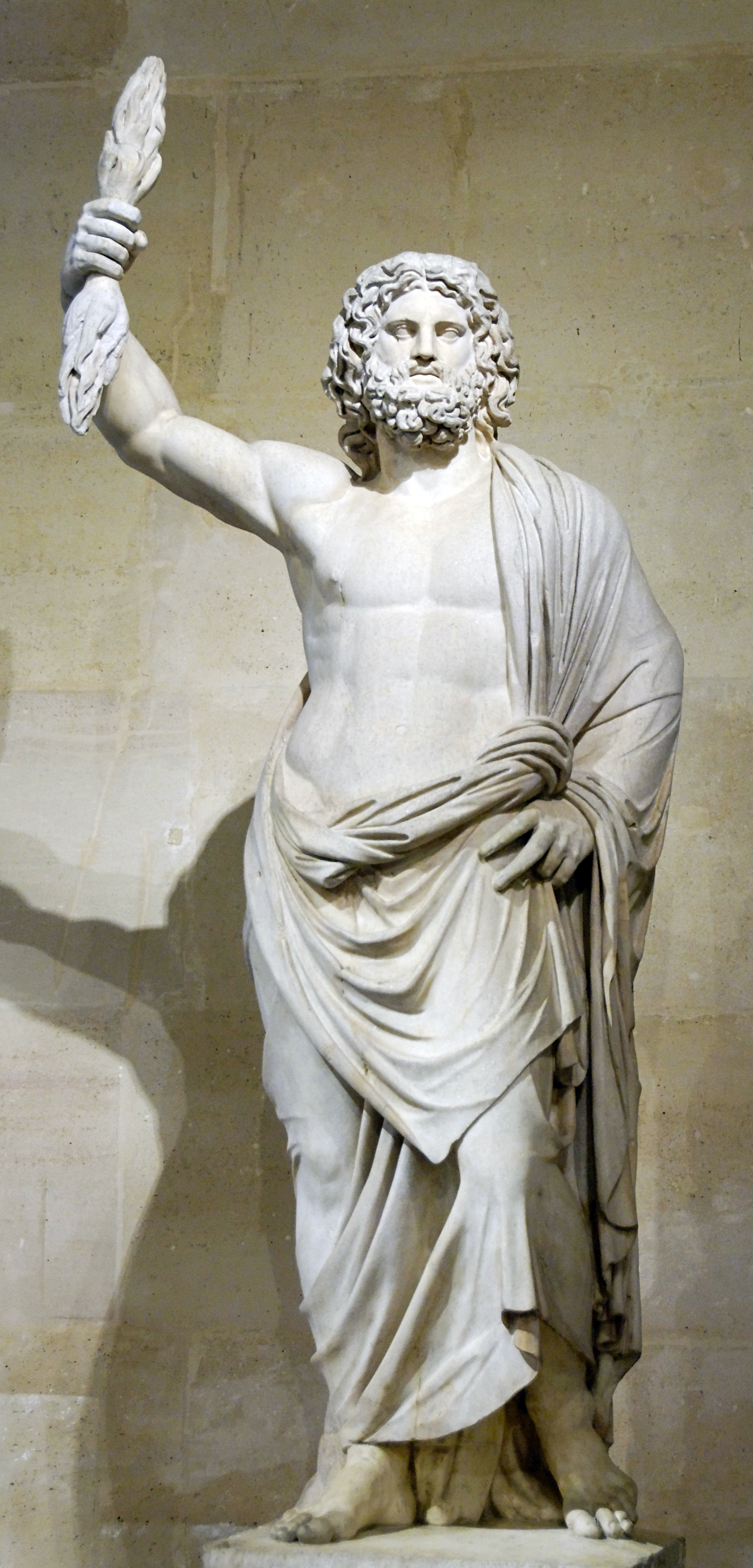
Zeus, le roi des dieux dans la mythologie grecque, marié à Héra, désire de nombreuses autres femmes, déesses, ou nymphes, mais aussi un jeune prince troyen, Ganymède.

La bisexualité grecque antique est l'un des exemples de pratiques bisexuelles dans l'histoire les mieux connus.
En effet, en Grèce antique, la bisexualité était omniprésente et socialement valorisée,. De très illustres personnes de l'époque, telles que le chef militaire et politique Alexandre le Grand et Socrate, un des plus grands philosophes de la civilisation occidentale, étaient bisexuelles.

##### Pédérastie
La pratique de la pédérastie (c'est-à-dire d'un adulte avec des adolescents) s'inscrit dans une conception de la vie sentimentale et sexuelle qui tient de la bisexualité. Cette pratique essentiellement aristocratique se retrouve aussi bien à Athènes, à Sparte, à Thèbes qu'en Crète. Dans un premier temps, à partir de la puberté, le jeune homme est en âge d'être courtisé par des hommes d'âge mûr et de lier avec l'un d'eux une relation pédérastique dans laquelle il est l'éromène (« l'aimé »). Une fois adulte, l'homme mûr peut avoir des relations homosexuelles, mais cette fois en tant qu'éraste (« amant »), avec des hommes plus jeunes qu'il courtise comme lui-même a été courtisé pendant son adolescence.
Le modèle social fait donc coïncider les âges de la vie avec des rôles différents dans la relation. Par exemple, les sources d'époque présentent ainsi Alcibiade : « lorsqu'il était jeune, il détournait les hommes de leurs épouses, et lorsqu'il était plus âgé, il détournait les femmes de leurs maris ». L'homme adulte a le droit d'avoir des relations homosexuelles avec des jeunes gens, tant qu'il les courtise en suivant certaines règles (l'adulte ne doit pas choisir des enfants trop jeunes — le garçon doit être au stade de la puberté, et donc de « l'âge de raison » — mais s'essayer à une relation stable, faire la cour avec persévérance, alors que le caractère uniquement lubrique d'une relation est dénoncé). Il est cependant mal vu de dédaigner toute relation avec les femmes : l'homosexualité telle qu'on la conçoit de nos jours, c'est-à-dire une attirance entièrement tournée vers les personnes du même genre, n'était donc pas acceptée,,. Ainsi, se marier et avoir des enfants est ce que l'on attend de chaque citoyen, alors qu'adopter un comportement efféminé ou se travestir est très mal considéré.
Quoi qu'il en soit, les amours homosexuelles comme hétérosexuelles sont abondamment évoquées par les arts grecs antiques, aussi bien la céramique que la littérature. Un thème répandu est la comparaison de l'amour des filles et de l'amour des garçons, que l'on trouve dans le Dialogue sur l'amour de Plutarque, dans les Amours du pseudo-Lucien ou encore dans le roman grec Leucippé et Clitophon d'Achille Tatius.
La bisexualité des Grecs est également présente dans leurs mythes, où de très nombreux dieux sont bisexuels : Zeus, marié à Héra et qui courtise le beau mortel Ganymède, Poséidon marié à Amphitrite et qui a une relation amoureuse avec le mortel Pélops, le héros divinisé Hercule, marié à Mégare et amant d'Hylas, ou encore Apollon, ayant eu (entre autres) des relations amoureuses avec les nymphes Daphné et Cyrène et avec les mortels Hyacinthe et Cyparisse. Les mythes grecs ont la particularité de mentionner trois cas différents de bisexualité, chacun avec un sens différent : celle de Tirésias, qui change de sexe par décision divine ; celle d'Hermaphrodite (la bisexualité dans le sens d'être « bisexué ») et celle qui concerne les sentiments amoureux, évoquée par Aristophane dans son éloge d'Éros dans Le Banquet de Platon.

##### Bisexualité féminine
La bisexualité féminine est moins bien documentée. La poétesse Sappho, connue pour ses amours lesbiennes, était en réalité engagée dans des relations amoureuses avec des hommes et des femmes. Elle évoque dans ses poèmes des attirances pour des personnes des deux sexes,. On trouve également l'évocation de relations entre femmes dans certaines séquences des Dialogues des hétaïres attribués à Lucien.

#### Rome antique

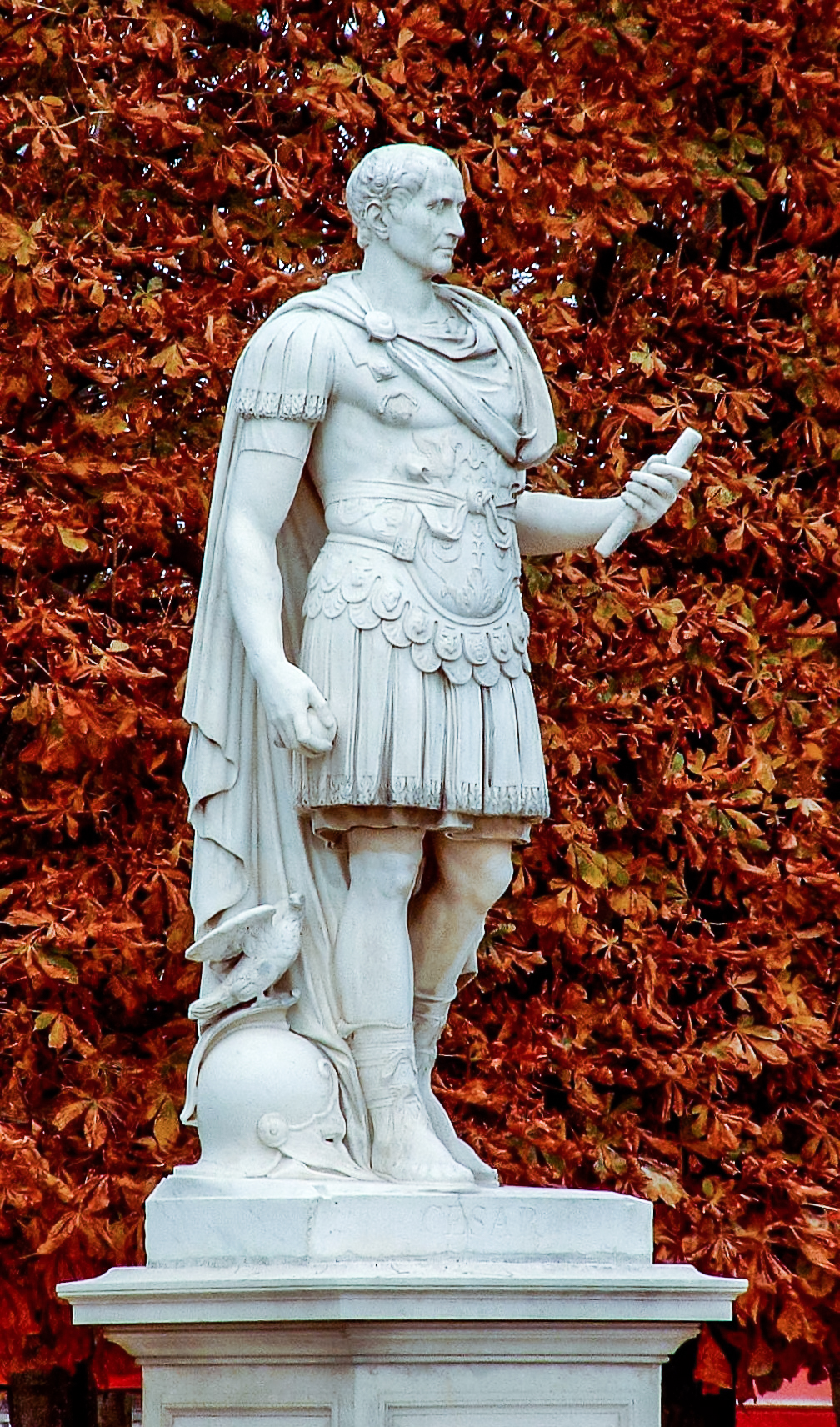
Dans une société qui ne proscrivait pas la bisexualité mais la passivité sexuelle chez l'homme libre, Jules César a été décrit par Curion l'Ancien comme le mari de toutes les femmes et l'épouse de tous les maris.
(Marbre d'après l'antique.)

La bisexualité est très courante chez les Romains. Paul Veyne, dont l'analyse a considérablement influencé la perception de la sexualité romaine, et en particulier les recherches ultérieures, parle à cet effet de « bisexualité active »,,. À Rome, la règle de comportement moral suppose qu'un homme libre soit actif, c'est-à-dire qu'il doit être celui qui pénètre : la passivité chez un citoyen libre est infamante et fait perdre toute masculinité à celui qui s'est fait pénétrer. En conséquence, on ne peut pénétrer, en dehors de sa femme, aucune femme libre, célibataire ou mariée, et aucun homme libre : si deux hommes libres ont des rapports, l'homme passif est, en théorie, sévèrement puni. Si un adulte a des rapports avec un jeune citoyen non pubère, il est également sévèrement puni. Les esclaves et tous ceux qui ne sont pas romains, hommes et femmes, enfants, adolescents ou adultes, sont à la disposition des maîtres, le pater familias pouvant avoir des relations sexuelles avec eux sans que personne y trouve à redire. Le philosophe Sénèque résume ce principe en ces termes : « La passivité sexuelle pour un homme de naissance libre est un crime, pour un esclave, une obligation, pour l'affranchi, un service obligé. » Ainsi, l'orateur Cicéron est marié, mais loue également les charmes de son jeune esclave et secrétaire favori.
Comme dans la Grèce antique, l'homosexualité était très peu présente — et dans tous les cas dévalorisée — car jamais les relations sentimentales et sexuelles avec les femmes ne devaient cesser ou se subordonner aux rapports homosexuels. Si les comportements bisexuels étaient une norme dans la Rome antique, les homosexuels faisaient, eux, l'objet d'une condamnation à la fois morale et juridique.
Les empereurs romains s'engageaient très souvent dans des relations bisexuelles. Ainsi, l'empereur Hadrien, bien qu'époux de l'impératrice Sabine, aimait d'un amour fou l’éphèbe Antinoüs. De même, l'empereur Néron s'est marié avec un eunuque, Sporus, après son premier mariage avec Claudia Octavia.
Les pratiques bisexuelles sont attestées plus ou moins incidemment dans la littérature de l'époque. Sont souvent comparés l'amour qui lie aux femmes et celui qui lie aux jeunes hommes, notamment pour leurs avantages respectifs. Est également souvent rapproché le rôle passif des femmes et celui des esclaves, condamnés à une soumission sexuelle totale envers leurs maîtres. Le poète Horace écrit : « Lorsque ton bas-ventre se gonfle, si tu as à ta disposition une servante ou un esclave de ta maison sur lequel te jeter à l'assaut immédiatement, préfères-tu par hasard crever de tension ? Moi non. » Catulle déclare son amour indifféremment pour des femmes comme pour des hommes, s'adressant dans ces termes à un homme : « Si sur tes yeux doux comme miel, Juventius, on me laissait mettre sans relâche mes baisers, j'en mettrais jusqu'à trois cent mille. » Cela ne l'empêche pas de déclarer par ailleurs à sa bien-aimée : « Je t'en prie, ma douce Ipsithilla, mes délices, charme de ma vie, invite-moi à venir passer chez toi cet après-midi. »
Quant à l'homosexualité proprement dite, il n'existe pas d'exemple, dans la littérature latine qui nous est parvenue, d'exemple de relation de longue durée entre deux hommes libres, ni d'homme ayant exclusivement aimé d'autres hommes,.
Les premières lois romaines interdisant la bisexualité ont été adoptées vers le IIIe siècle apr. J.-C. (sous le règne de Théodose Ier) sous l'influence croissante de la religion chrétienne.

#### Reste de l'Europe

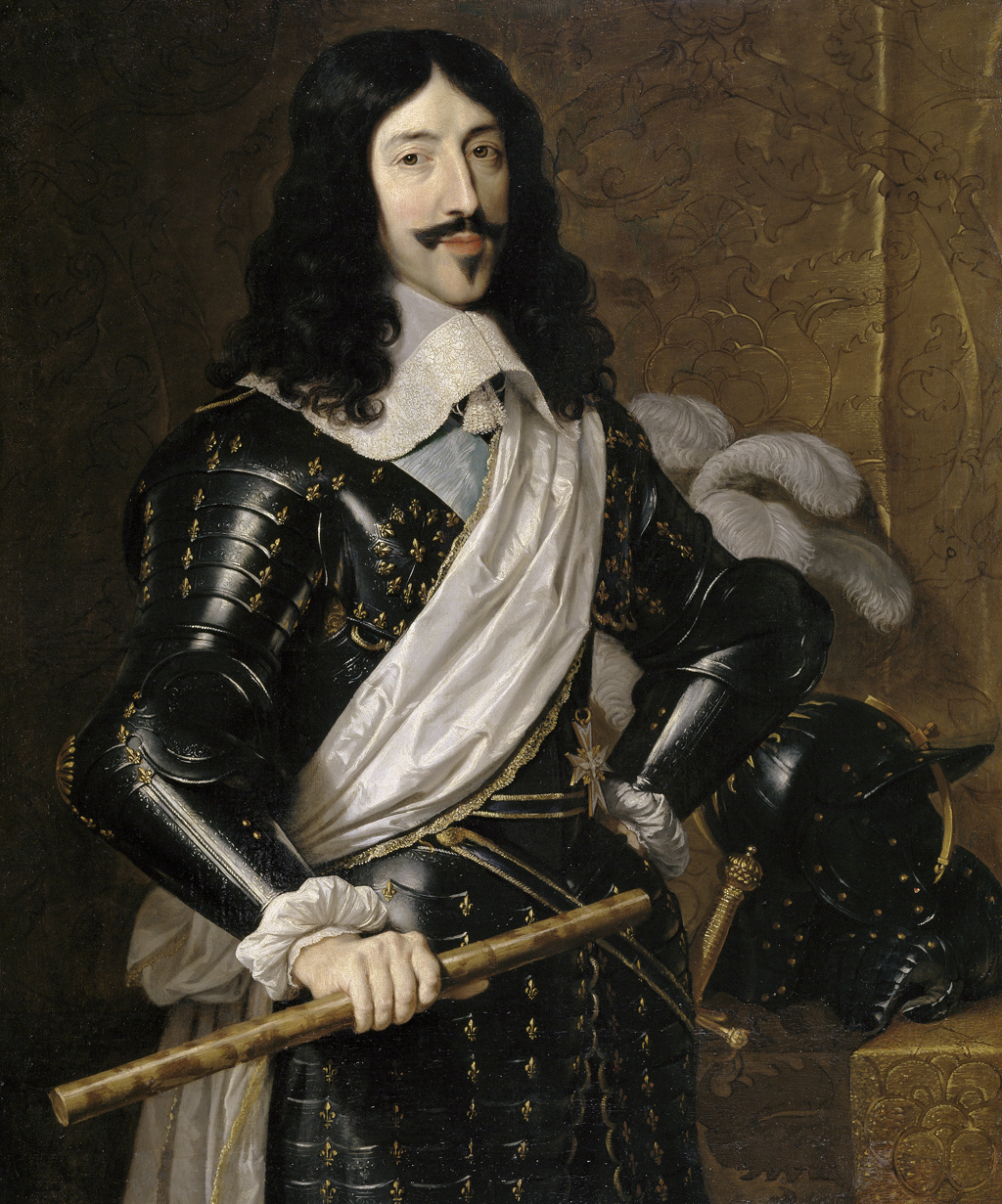
Le roi de France Louis XIII, père de Louis XIV, connu pour ses favoris.

##### Europe médiévale
Dans l'Europe médiévale, la bisexualité était, selon les époques et les lieux, et les personnes qui la pratiquaient, soit acceptée soit moquée. De manière générale, il est difficile pour un historien de quantifier précisément tout rapport et relation de type homosexuel en raison de la censure (notamment religieuse) de l'époque mais aussi de l'homophobie contemporaine de certains chercheurs. La possible bisexualité de certaines hautes personnalités a aussi été abordée, comme celle du monarque anglais Richard Cœur de Lion qui serait tombé amoureux dans sa jeunesse du roi Philippe II Auguste.
Le roi de France Henri III, bien qu'étant marié à Louise de Lorraine-Vaudémont, et ayant pour maîtresses Louise de La Béraudière du Rouhet et Marie de Clèves, a souvent été présenté par l'historiographie comme « homosexuel » et il y a des raisons de croire qu'il était bisexuel. Toutefois, il semble que les accusations de relations avec ses « mignons » soient davantage le fait de rumeurs lancées par ses opposants politiques dans une période de troubles et de disputes religieuses plutôt qu'une réalité historique.

##### AuXVIesiècle
Au XVIe siècle, le roi Jacques Ier d'Angleterre, marié à la reine Anne de Danemark, avec qui il eut pas moins de huit enfants, avait aussi publiquement des amants masculins. Un autre exemple de comportements bisexuels dans les cours royales est celui du « bisexuel le plus célèbre du [XVIIe siècle] », Philippe d'Orléans, frère de Louis XIV. Efféminé et connu pour ses relations homosexuelles (on parlait au XVIIe siècle du « vice italien »), il a de nombreux enfants de deux mariages différents. Marie-Antoinette d'Autriche, épouse de Louis XVI, a quant à elle fait les frais de lourdes critiques de la part des opposants politiques de son mari pour s'être engagée dans des relations avec d'autres femmes, des gravures graveleuses ayant même été produites à ce sujet,.

##### À la Renaissance
À la Renaissance, en particulier dans sa version italienne, le « crime » de sodomie était largement pratiqué malgré l'Inquisition et les châtiments qu'elle infligeait. L'Église fut vite débordée puisque près de la moitié des hommes de la ville de Florence furent mis en examen par la justice pour sodomie. Une fluidité sexuelle dans le temps — d'abord des comportements homosexuels durant la jeunesse, puis principalement hétérosexuels — était considérée alors comme faisant intégralement partie du processus de croissance et de maturité des hommes. En revanche, contrairement à ce qui se passait en Grèce ou dans la Rome antiques, une fois mariés, les hommes abandonnaient quasiment tous les relations avec d'autres hommes. Nicolas Machiavel indique par exemple d'un de ses contemporains : « Jeune, il détournait les hommes de leurs épouses, à présent il détourne les femmes de leurs maris ».

##### AuXVIIIesiècle
Le libertinage est aussi historiquement associé à la bisexualité, et ce, dès le XVIIe siècle. Il concernait le plus souvent les grands aristocrates qui pouvaient en raison de leur rang se le permettre sans trop de conséquences. L'exemple de Gaston de France, frère du roi français Louis XIII, peut être cité : ses loisirs allaient des chansons à boire aux poèmes érotiques en passant par les , dans une sorte d'« hédonisme mondain ». Les témoignages contemporains convergent également pour indiquer que Théophile de Viau était bisexuel. Cette appellation de « libertin » s'est poursuivie au XVIIIe siècle pour désigner les personnes entretenant ce type de relations. Comme elles contestaient aussi souvent le pouvoir de l'Église et les mœurs de l'époque, le pouvoir religieux ne leur était pas favorable.
En Russie tsariste, certains membres de l'aristocratie affichaient leur bisexualité (pourtant interdite), à l'image du prince Félix Ioussoupov.

##### Au XIXe siècle

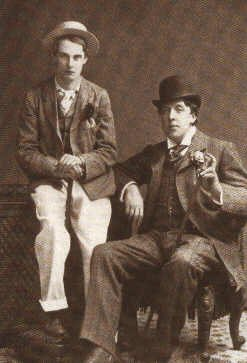
L'écrivain irlandais Oscar Wilde, marié, père de deux enfants (ici avec son amant Alfred Douglas), est l'une des plus célèbres illustrations de la bisexualité au XIXe siècle,,.

### Asie

#### Inde

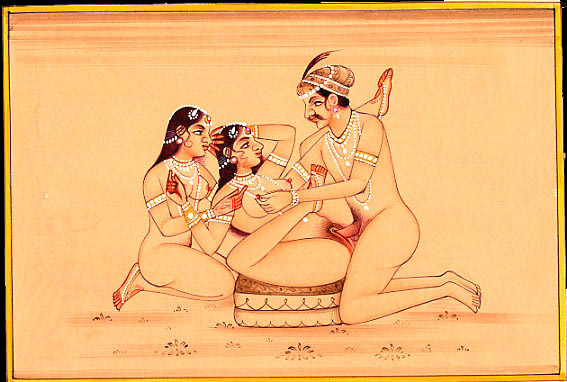
Femme en caressant une autre pendant qu'elle se fait pénétrer par un homme. Illustration du Kamasutra, XIXe siècle.

Dans l'antique Kamasutra indien, des positions sexuelles homosexuelles sont présentes, tout comme sont montrées des pratiques hétérosexuelles,. Par ailleurs, les pratiques sexuelles dans la mythologie hindoue ont été considérées comme manifestant une « bisexualité universelle ». Néanmoins, à cause de la colonisation britannique et du puritanisme de l'époque victorienne, toutes ces manifestations de la bisexualité dans la culture indienne originelle ont été effacées.
Dans l'Inde moderne, une grande partie des hommes ayant des rapports sexuels avec des hommes sont mariés.

#### Chine
Dans la Chine impériale, les comportements bisexuels sont rapportés depuis le xvie siècle av. J.-C. Ainsi, dix des empereurs de la dynastie Han comptaient des hommes comme amants, en plus de leurs épouses, qui leur apportaient une descendance légitime.
Dans la Chine ancienne, la prévalence de la bisexualité sur l'homosexualité s'explique par le besoin traditionnel de produire des héritiers, nécessité qui irrigue alors l'ensemble de la société chinoise, de la paysannerie à la classe dirigeante. La bisexualité est ainsi pratiquée dans les plus hauts cercles, la sexualité se mêlant à la politique et aux intrigues de la Cour.
Durant le XVIe siècle, il existe des prostitués masculins acceptés par la société sous l'influence du néo-confucianisme. Des auteurs comme Wang Yangming voient en effet les besoins sexuels comme naturels.
L'illégalité des rapports entre personnes du même sexe est venue assez tardivement dans l'histoire de la Chine : la première fois que la pratique de relations sexuelles entre personnes de même sexe a été pénalement condamnée date de 1740. La révolution culturelle est la période la plus difficile pour les personnes s’engageant dans des relations avec des personnes de leur sexe de toute l'histoire de la Chine. La situation s'est depuis très légèrement adoucie.

#### Japon

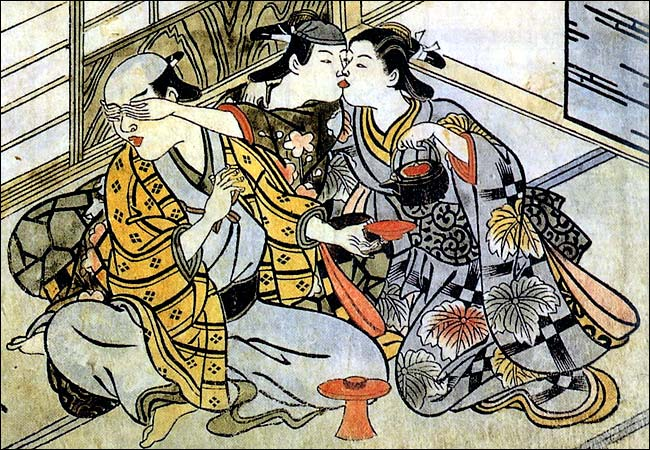
Un Shudō : l'homme embrasse une femme, alors qu'il couvre les yeux de son compagnon.

Dans le Japon médiéval, les aristocrates avaient très couramment des pratiques bisexuelles. L'élite était libre de s'engager dans des amours avec les deux sexes, pratiques et érotisme homosexuels et hétérosexuels n'étant absolument pas vus comme incompatibles. Nombreux sont les aristocrates qui fréquentaient des théâtres où se produisaient des jeunes hommes ; l'amour dévorant qu'ils leur portaient pouvait les pousser jusqu'à se ruiner pour disposer de leur compagnie.
Des pratiques bisexuelles de type pédérastiques sont également reportées dans le wakashudō (« la voie des jeunes hommes »). Des hommes adultes, généralement hétérosexuellement mariés, poursuivaient de leurs ardeurs des jeunes hommes. Dans la pédérastie japonaise, les garçons de 13 à 19 ans étaient jugés aptes à être aimés. La bisexualité est également présente dans certaines œuvres de la littérature japonaise : le poète Ihara Saikaku décrit par exemple dans Kōshoku ichidai otoko (« L'homme qui ne vécut que pour aimer », 1682) la vie amoureuse d'un libertin, dénombrant comme conquêtes amoureuses 725 hommes et 3 742 femmes. Il est clairement documenté (en particulier par les journaux intimes de contemporains) que certains empereurs japonais maintenaient des relations homosexuelles en plus de leur vie sexuelle hétérosexuelle, et ce dès le XIe siècle (Shirakawa, Toba ou encore Go-Shirakawa en sont des exemples).
En ce qui concerne les femmes, à partir du début du XXe siècle, nombre de jeunes femmes japonaises quittèrent leurs foyers pour être concentrées dans des écoles et pensionnats où des relations intimes se nouaient assez fréquemment. Cela ne préoccupait pas outre mesure la société de l'époque, puisqu'un mariage hétérosexuel les attendait après leurs études. Comme dans de nombreuses autres régions du monde, ces pratiques commencent à être mal vues peu après les premiers contacts du Japon avec l'Occident. Une loi est votée dès 1873 pour criminaliser les rapports homosexuels. Néanmoins, et parce que le shudô est si enraciné dans la culture du Japon du XIXe siècle, le changement des comportements de certains militaires se révèle long et difficile.

#### Moyen-Orient et monde arabo-musulman
Trois siècles avant notre ère, Darius III, roi de Perse, possédait dans son harem à la fois des femmes et des eunuques ; après la victoire militaire d'Alexandre le Grand sur Darius, Alexandre usa lui aussi d'eunuques comme partenaires sexuels. Des pratiques bisexuelles ont longtemps été rapportées en Perse : ainsi, au XIe siècle, un notable conseille à son fils « de diviser équitablement son attention envers les femmes et les jeunes hommes ». Au XVIIe siècle, un Européen qui visite la Perse note que ses habitants « convoitaient les garçons autant que les femmes ». Nombre de grands poèmes perses sont adressés à de jeunes hommes, l'art érotique étant, lui aussi, divisé entre scènes hétérosexuelles et homosexuelles. Selon le juriste musulman Ibrahim al-Bajuri (en), lors de la conquête musulmane du Moyen-Orient, de nombreux soldats arabes, loin de leurs femmes, se sont alors satisfaits d'hommes qu'ils trouvaient dans les territoires conquis.
La bisexualité est aussi bien documentée durant la période musulmane de l'histoire espagnole : en particulier, à cette époque, l'islam était religieusement et sexuellement beaucoup plus tolérant que ne l'était le christianisme. Bien que le Coran prohibe les rapports amoureux et sexuels entre personnes de même sexe, la société et les dirigeants n'avaient alors pas même la volonté de faire appliquer cette règle religieuse. Il existe des exemples de dirigeants ouvertement bisexuels à cette époque, maintenant des relations homosexuelles comme une vie de famille : c'est le cas d'Abd al-Rahman III. La bisexualité s'exprimait aussi librement à travers les arts, notamment la poésie : le poète Ibn Quzman mentionne dans ses vers son mode de vie ouvertement bisexuel. Ce cas n'est pas isolé, d'autres poèmes à cette époque traitent des joies égales de l'amour, tant homosexuel qu'hétérosexuel. Il semble qu'à cette époque ce soit une pratique homosexuelle de type pédérastique qui ait été privilégiée.
Après la conquête, la bisexualité dans le monde arabe s'exprimait d'une manière à peu près équivalente à celle de la Grèce antique : un homme marié courtisait de jeunes garçons, sans que cela paraisse étrange au reste de la société. La désapprobation venait surtout des épouses, jalouses du fait que leurs maris puissent désirer d'autres personnes qu'elles. Ces pratiques étaient si courantes au XVIIIe siècle que l'orientaliste français Volney, visitant l'Égypte dans les années 1780, s'étonna du fait que les hommes s'adonnaient au « vice des Grecs » alors qu'ils avaient déjà des femmes. Les garçons courtisés pouvaient s'engager dans des relations avec des filles ou des femmes plus mûres qu'eux. On sait également que la bisexualité masculine est généralisée au début du XXe siècle dans l'Empire ottoman, le turc Mustafa Kemal Atatürk étant, d'après le biographe Patrick Balfour Kinross, symptomatique d'une « fin de siècle ottomane bisexuelle ».
Dans le Moyen-Orient, il semble que les approches traditionnelles de la sexualité diffèrent sensiblement de celles de l'Occident : les actes sexuels homosexuels sont considérés davantage comme simples actes plutôt que comme révélateurs d'une identité profonde. Il existe également une tendance, héritée de la civilisation gréco-romaine, à ne pas vraiment classifier en termes d'« hétérosexualité » ou d'« homosexualité » mais comme rôle « passif » ou « actif », ce dernier impliquant beaucoup moins de désapprobation sociale car être « passif » équivaut à tenir le rôle d'une femme. L' « actif » n'est d'ailleurs pas considéré comme homosexuel. Par exemple, en Arabie saoudite contemporaine, nombre d'hommes s'engagent comme « actifs » dans des relations avec d'autres hommes car ils n'ont pas d'autres alternatives, lorsqu'il ne leur est pas possible d'avoir des relations hétérosexuelles. Un comportement homosexuel « passif » passager, associé à la jeunesse, est toléré tant qu'il ne continue pas dans la vie adulte.

### Amériques
Chez les Mayas, cela faisait partie des coutumes que d'avoir eu, au long de son existence, des relations avec des hommes et des femmes, tout au moins pour les hommes. En effet, au début de l'adolescence, le garçon se retrouvait être l'amant d'un adolescent plus âgé que lui, qui se mariait ensuite à une femme lorsqu'il atteignait une vingtaine d'années. Le jeune garçon aimé se retrouvait plus tard à aimer à son tour un garçon plus jeune, et ainsi se poursuivait indéfiniment le cycle. Ainsi, les hommes mayas connaissaient une fluidité sexuelle dans le temps, la jeunesse étant associée à des relations homosexuelles, avant de laisser place à un mode de vie hétérosexuel dans le mariage.
La bisexualité est documentée dans de nombreux autres peuples indigènes : la période de l'adolescence est la plus associée à celle des relations entre personnes du même sexe, bien que des hommes mariés et ayant des enfants puissent aussi s'engager dans de telles relations.
Une autre pratique courante est d'élever un garçon comme une femme pour ensuite le donner en mariage à un homme ayant déjà plusieurs épouses. Ces « hommes-épouses » étaient généralement plus appréciés que les femmes épouses.

### Afrique

Lois concernant la sexualité entre personnes de même sexe en Afrique. Un grand nombre d'États africains actuels condamnent fortement les relations entre personnes de même sexe : les sanctions allant de la prison (orange), prison à vie (orange foncée) à la peine de mort (brun). Certains États n'appliquent pas des sanctions pourtant inscrites dans le droit, ou un statut juridique ambigu (jaune). L'Afrique du Sud autorise en 2006 le mariage homosexuel.

Les études sur ce type de sexualité sont très rares en Afrique, par tabou le plus souvent. Les pratiques homosexuelles y sont en effet généralement fortement condamnées moralement et souvent juridiquement. Cependant, dans certains pays comme le Sénégal, des études ont été menées à partir des années 2000 pour prendre en compte la réalité et la diversité de ces phénomènes.
Des chercheurs occidentaux ont révélé qu'il existait de très nombreuses pratiques bisexuelles dans la période pré-coloniale mais qu'elles ont été abandonnées, dénigrées puis criminalisées par les Africains eux-mêmes après que des influences étrangères ont imposé les « critères » sexuels hétéronormés du christianisme ou de l'islam. Ainsi, les pratiques étant jugées « amorales » ou « contre nature » par les nouveaux venus seront systématiquement tues ou effacées des mémoires. Dès le XVIIIe siècle, on croyait ainsi que seule l'hétérosexualité existait en Afrique. La croyance que « l'homosexualité [prise au sens large d'attirance pour des personnes du même sexe] n'a jamais existé en Afrique » est ainsi un mythe qui perdure encore aujourd'hui[réf. nécessaire]. Existe également le mythe que les pratiques homosexuelles seraient exclusivement occidentales et qu'elles auraient été « importées » par les colons, alors que c'est précisément le contraire : un universitaire américain remarque que les pays africains ont en réalité criminalisé l'homosexualité en s'inspirant des législations d'alors des anciens colonisateurs. Par exemple, l'anthropologue allemand Kurt Falk estimait dans les années 1920 que, parmi les tribus indigènes qu'il avait étudiées en Afrique de l'Ouest, les hommes étaient quasiment tous bisexuels, avançant le chiffre d'une prévalence de 90 %.
Dans la tribu des Gangellas, dans ce qui est aujourd'hui l'Angola, un adolescent de 18 ans pouvait publiquement déclarer son amour pour un autre, plus jeune, et vivre avec lui (des présents étaient accordés en échange aux parents). Le plus âgé se mariait ensuite avec une femme et pouvait avoir des relations sexuelles avec son épouse et son amant jusqu'à ce que le plus jeune soit suffisamment âgé à son tour pour désirer se marier. Plus largement, on peut parler de pratiques de type pédérastiques entre des hommes et des adolescents, de relations sexuelles entre des hommes et des femmes mariés, mais aussi de l'interdiction ou la condamnation morale de relations sexuelles entre deux hommes d'âge mûr. Un autre exemple de bisexualité ancestrale de nature pédérastique se trouvait près de l'oasis de Siwa, près de l'actuelle frontière égypto-libyenne. Des hommes mariés s'associaient à des adolescents dans des bâtiments situés en dehors de l'enceinte du village proprement dit. Ils formaient des couples guerriers à vocation défensive (les familles restant à l'intérieur du village). La relation qui liait les deux partenaires était de nature sentimentale et sexuelle, mais également éducative.
En ce qui concerne la bisexualité contemporaine, une étude de 2009 indique qu'une très grande majorité des hommes ayant des rapports sexuels avec des hommes (HSH) ont également maintenu des rapports sexuels avec des femmes, dans des pays comme le Sénégal (87-94 %), le Nigeria (86 %) et l'Ouganda (73 %),.

## Bisexualité actuelle
Il existe de nombreuses manifestations contemporaines de bisexualité. Malgré cela, celle-ci reste un des plus importants tabous modernes. Cela tient pour partie du fait que des millions de personnes sont aujourd'hui de fait bisexuelles (c'est-à-dire s'engageant dans des relations avec des hommes ou des femmes, ou se sentant ou s'étant senties attirées par des personnes des deux sexes), mais ne l'assument pas ou le cachent volontairement, ce qui prévient l'émergence d'une véritable visibilité de la bisexualité.

### Concepts annexes et néologismes contemporains

#### Bicuriosité
« Bicurieux » est un adjectif s'appliquant à quelqu'un se définissant comme hétérosexuel ou homosexuel, mais qui montre un certain intérêt pour, ou entretient des fantasmes d'avoir une liaison avec une personne du sexe qu'il ne favorise pas d'habitude, tout en n'assumant pas ou en rejetant l'étiquette de bisexuel,. D'après une récente étude américaine, la bicuriosité est une tendance très courante parmi les femmes se considérant comme « hétérosexuelles » : 60 % d'entre elles auraient déjà ressenti de l'excitation sexuelle envers une autre femme et 45 % d'entre elles auraient déjà embrassé une autre femme. Yvonne Jewkes, universitaire britannique, constate qu'à cause des nombreux tabous subsistant aujourd'hui encore sur toute relation autre qu'hétérosexuelle, nombre de personnes « bicurieuses » utilisent Internet comme moyen de faire des rencontres avec des personnes du même sexe, tout en préservant publiquement une hétérosexualité de façade. Elle note également que le concept de « bicuriosité », bien que suscitant l'intérêt des médias vu son apparente augmentation, ne remet pas en cause l'« hégémonie hétérosexuelle », mais permet à certaines femmes d'expérimenter leur sexualité.
Il apparaît généralement que si cet intérêt et cette curiosité peuvent être aussi importants pour les hommes, ils ne s'engagent pas aussi facilement dans un comportement ou un mode de vie bisexuels à cause d'une réaction moins favorable de la société envers la bisexualité masculine. La sexologue clinicienne Nathalie Mayor déclare à ce propos : « Internet a aussi fondamentalement changé la donne… Dans les médias, on parle presque tous les jours de triolisme, d'échangisme, de bisexualité… Les femmes ont de plus en plus envie de tenter, d'essayer. La curiosité est plus forte ! Prenons la bisexualité des femmes, elle n'est plus aussi mal vue dans notre société et est tellement évidente si vous prenez la littérature, les œuvres cinématographiques, les clips vidéos… Pour les hommes, par contre, c'est encore un sujet délicat même si l'envie de tester est bien présente ».

#### Bisexuel chic

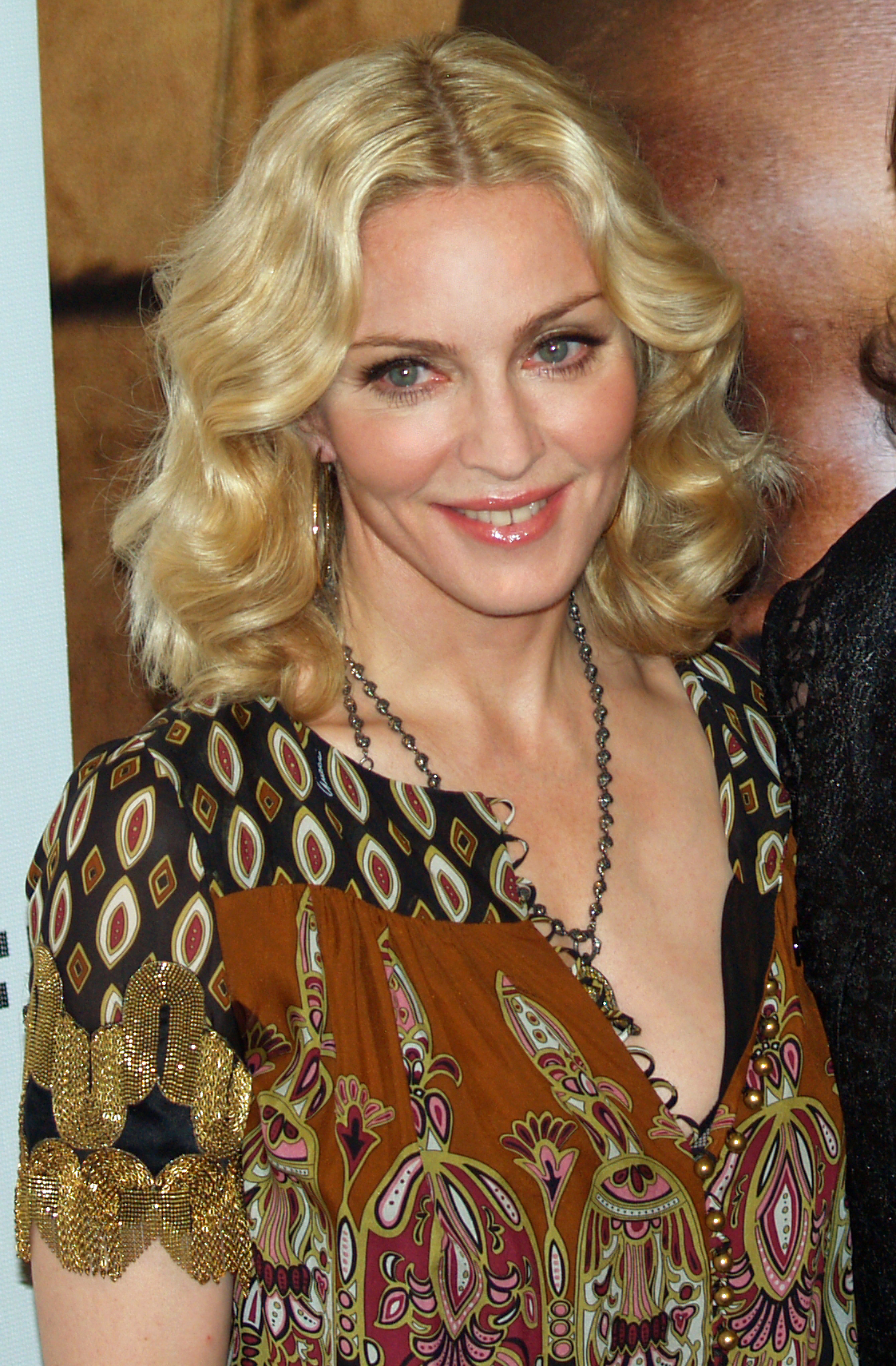
Ouvertement bisexuelle, Madonna a embrassé sur scène Britney Spears et Christina Aguilera en 2003, un geste vu comme un exemple typique de bisexuel chic,.

« Bisexuel chic » décrit les personnes s'engageant dans des relations de séduction avec des hommes et des femmes pour faire parler d'eux dans une perspective de glamour. La chanteuse américaine Madonna aurait inventé la première ce concept, dans le clip de sa chanson Justify My Love en 1990, dans lequel elle embrassait tour à tour un homme et une femme. Le terme est souvent appliqué aux stars depuis le baiser de Madonna et Britney Spears en 2003, baiser qui choqua le public. Depuis, de très nombreuses femmes célèbres, comme Fergie, Kylie Minogue, Drew Barrymore, Megan Fox, Katy Perry, Rihanna ou encore Ke$ha ont par la suite utilisé le « bisexuel chic ». Certaines célébrités, telles les chanteuses Rihanna ou Miley Cyrus, ont également été l'objet de spéculations ou de rumeurs quant à leur possible bisexualité.
Le bisexuel chic masculin est plus rare de nos jours, mais était largement présent dans les années 1980 avec des personnalités comme David Bowie, Mick Jagger, Marlon Brando et Lou Reed. L'instrumentalisation qui est ainsi faite de la bisexualité est rejetée par les associations bisexuelles comme participant à la diffusion de clichés sur la bisexualité. Le fait de l'utiliser pour promouvoir sa carrière pour les femmes d'Hollywood est aussi critiqué. Peut-être conséquence de cette médiatisation, une étude a montré que 40 % des jeunes femmes suisses se considérant comme hétérosexuelles ont déjà embrassé une autre femme. Plus généralement, il apparaît que voir deux belles femmes s'embrasser soit l'un des plus importants fantasmes masculins modernes.

#### Down low
Au début du XXe siècle, on désigne sous le terme de « Down low » le mode de vie propre à certains Afro-Américains qui entretiennent des relations homosexuelles cachées tout en préservant une vie publique hétérosexuelle, maintenant par exemple souvent des relations amoureuses et sexuelles avec leurs épouses ou petites amies.

#### Fluidité sexuelle
Les expressions « fluidité sexuelle » ou « sexualité fluide » renvoient à la variation des comportements sexuels dans le temps, en particulier le passage d'une sexualité primordialement hétérosexuelle à un comportement homosexuel et inversement. En anglais américain, le terme fluid (« fluide ») a pu être utilisé pour remplacer le terme « bisexuel(le) ».
Le caractère fluide d'une sexualité peut également signifier qu'elle n'est pas exclusive et monolithique mais qu'elle peut évoluer dans un « entre-deux » entre les monosexualités que sont l'hétérosexualité et l'homosexualité. Le terme de « fluidité » est souvent associé à la vie sentimentale des femmes qui semblent dans les sociétés modernes plus à même de reconnaître des attirances ou des relations homosexuelles que les hommes. Cette notion pivot du thème de la bisexualité a notamment été modélisée par les travaux de Kinsey (qui a complexifié l'approche sexologique de la sexualité humaine, avec son échelle à sept niveaux) et encore davantage par les apports de Klein (qui a affiné encore davantage cette distinction conceptuelle en avançant pas moins de 21 niveaux différents de classification).

#### Hétéroflexibilité
Le terme « hétéroflexible » désigne une personne principalement hétérosexuelle qui serait toutefois occasionnellement attirée par les personnes du même genre ou pourrait imaginer avoir une relation gay ou lesbienne,,.

#### Lesbian until graduation
Le terme anglais lesbian until graduation décrit les femmes étudiantes à l'université s'engageant durant leurs études dans des relations avec d'autres femmes puis adoptant une fois diplômées une attitude strictement hétérosexuelle, se mariant par exemple quelques années après avec des hommes,.
Le terme « lesbienne » entretient par ailleurs des relations complexes avec la bisexualité. Il est par exemple apparu que de nombreuses femmes se présentant comme « lesbiennes » éprouvaient des sentiments amoureux pour les hommes et s'engageaient dans des relations amoureuses ou sexuelles avec eux : elles se référent en réalité à l'identité politique et communautaire lesbienne et pas à l'orientation sexuelle monosexuelle.

#### Mostly straight

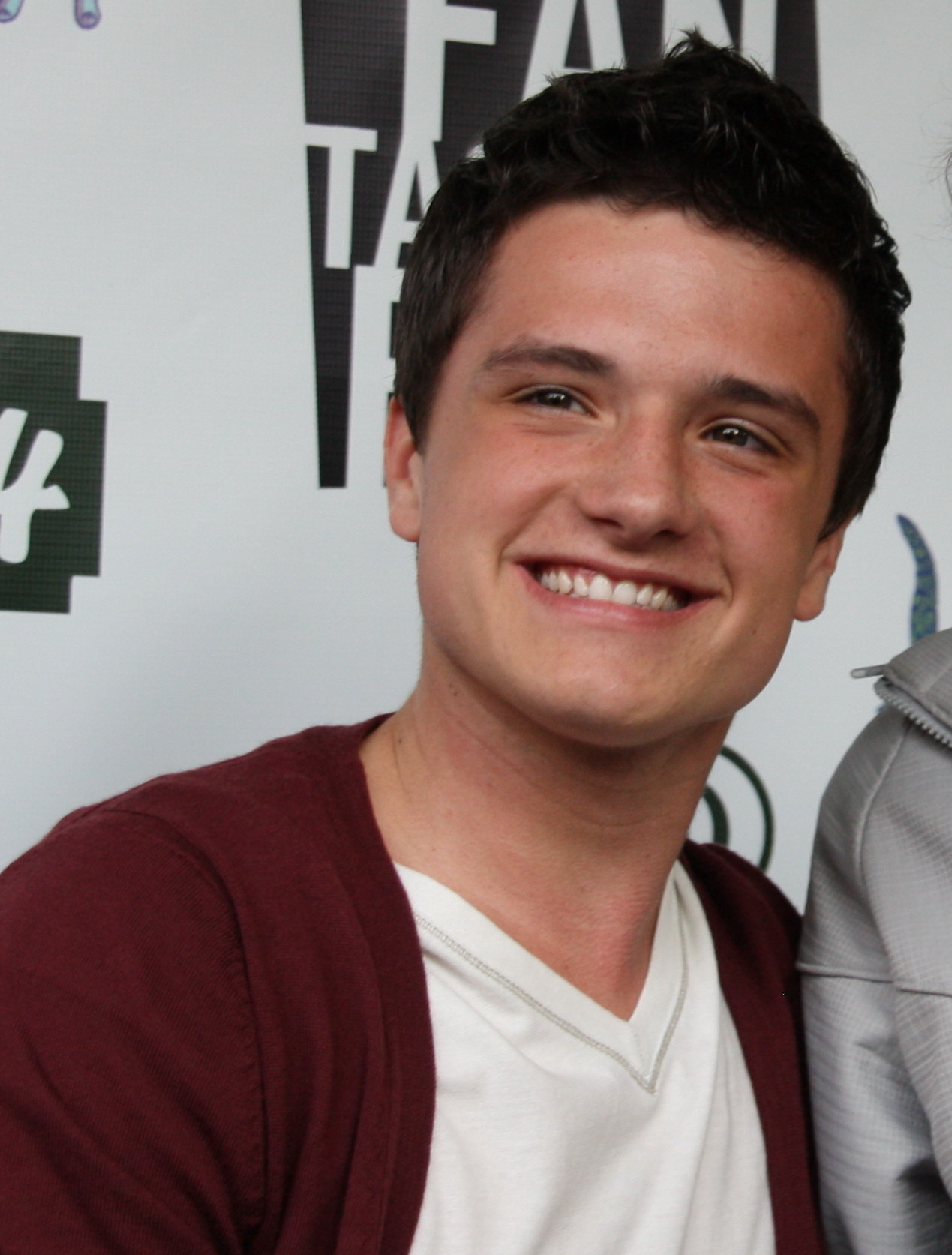
L'acteur Josh Hutcherson s'est défini en 2013 comme mostly straight.

Le terme anglais mostly straight, que l'on pourrait traduire par « presque hétéro », « habituellement hétéro » ou « plutôt hétéro », est parfois utilisé par des personnes dont le comportement amoureux et sexuel est principalement mais pas exclusivement hétérosexuel (on peut le compter comme un équivalent du score de 1 sur l'échelle de Kinsey). Une autre définition, avancée par les personnes qui se définissent elles-mêmes ainsi, est celle de quelqu'un qui se voit comme « hétérosexuel, jusqu'à que l'on rencontre la bonne personne [du même sexe] » mais aussi celle de quelqu'un « qui est hétérosexuel mais qui n'exclut pas a priori de vivre des relations homosexuelles » (« straight but not narrow »). L'acteur américain Josh Hutcherson a ainsi déclaré que, bien qu'étant hétérosexuel et n'ayant jamais éprouvé d'attirance sexuelle pour un homme, il ne s'interdisait rien et également qu'il considérait que « se définir comme étant quelque chose à 100 %, c’est un peu être obtus et fermé »,. Les personnes se définissant de cette manière ont moins tendance à s'engager dans des histoires d'amour homosexuelles que les personnes qui se décrivent comme « bisexuelles ». La prévalence des personnes « presque hétéro » varie grandement d'une étude à l'autre : de 1,2 % à 23 % des femmes et 1,7 % à 9 % des hommes. D'après certaines études, les personnes qui se définissent comme « mostly straight » se définiraient probablement comme « hétérosexuelles » plutôt que « bisexuelles » si un questionnaire ayant ces deux cases, mais pas celle de « mostly straight », leur était soumis.
Une étude portant sur les femmes se considérant comme « mostly straight » (« essentiellement hétéro ») indique qu'elles constituent un groupe à part, différent des femmes « exclusivement hétérosexuelles ». Est également noté que les femmes « mostly straight » partagent certaines similitudes avec les « bisexuelles » et les « lesbiennes » en matière d'identité.

### Dans la jeunesse
Il semble que la bisexualité soit mieux accueillie et représentée dans la jeunesse d'aujourd'hui qu'auparavant, ; les générations montantes semblent en effet moins prendre en considération la traditionnelle dichotomie hétérosexualité-homosexualité,. Ce serait plus particulièrement le cas pour les jeunes femmes.
Une étude française publiée par l'IFOP en 2013 indique par exemple que la proportion de jeunes s'identifiant comme homosexuels ou bisexuels a beaucoup augmenté de 2006 à 2013 : pour la tranche des 18-24 ans, la proportion de garçons s'identifiant comme homosexuels ou bisexuels est de 9 %, contre seulement 2,7 % en 2006 (les valeurs sont respectivement de 9 % en 2013 et 1,4 % en 2006 pour les filles). D'après cette étude, les jeunes s'identifiant comme bisexuels sont deux fois plus nombreux que les jeunes s'identifiant comme homosexuels ou lesbiennes (6 % du total, contre 3 %). L'enquête montre également que la proportion de jeunes déclarant avoir « déjà été attirés par une personne du même sexe » augmente avec l'âge : si elle concerne 8 % des garçons et 12 % des filles de 15-17 ans, elle passe respectivement à 11 % et 20 % pour les 18-24 ans,.
Une étude sexologique menée au Royaume-Uni en 2015 par YouGov révèle que 43 % des 18-24 ans interrogés se placent eux-mêmes comme appartenant aux niveaux 1 à 5 de l'échelle de Kinsey, soit les différents degrés de bisexualité que comporte cette grille. La bisexualité se fait plus fréquente pour les groupes d'âge les plus jeunes. Au total, 19 % des personnes interrogées (tous âges confondus) se définissent comme appartenant aux niveaux 1 à 5 de l'échelle.

### Bisexualité féminine
Une étude américaine de 2015 indique que les femmes auraient plus de tendances à la bisexualité que les hommes, ou qu'elles auraient une approche plus « fluide » de leur sexualité. D'après cette étude (qui porte sur plusieurs milliers de participants des deux sexes, de 1994 à 2008), les femmes sont non seulement en proportion plus nombreuses à déclarer leur bisexualité par rapport aux hommes, mais elles sont également plus enclines à faire évoluer la manière dont elles s'identifient.
Une étude de l'université de l'Essex de 2015 réalisée avec 235 femmes met en avant que 74 % des femmes participantes se considérant comme « hétérosexuelles » avaient été sexuellement excitées (ce qui est mesuré par la dilatation des pupilles) par des vidéos d'hommes nus et des vidéos de femmes nues. Certains titres de presse anglo-saxons ont interprété cette étude pour suggérer que les femmes ne pouvaient être que bisexuelles ou lesbiennes, mais jamais hétérosexuelles,.

### Hédonisme et libertinage

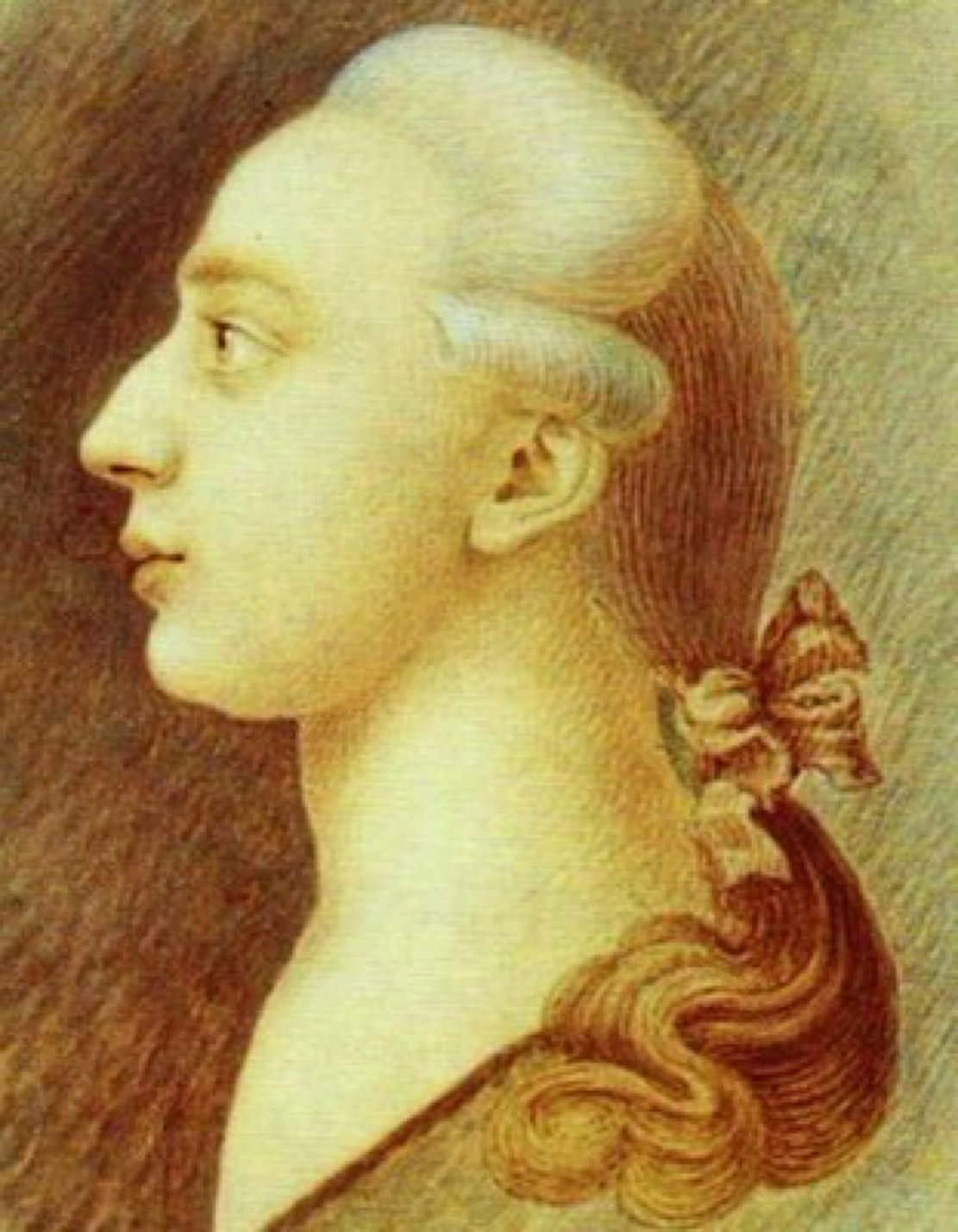
Giacomo Casanova est connu pour avoir été un grand homme à femmes, mais il a également maintenu plusieurs relations avec des hommes.

La bisexualité masculine et féminine est souvent associée à l'hédonisme, et à certains environnements libéraux ou libertins comme la sexualité de groupe ou les ménages à trois. Une étude de l'IFOP dans le cadre strictement français tend à montrer que les personnes qui s'identifient comme « bisexuelles » sont comparativement à la population générale plus enclines à avoir eu des relations de groupe de type « orgiaques »,.
Dans A History of Gay Literature: The Male Tradition, Gregory Woods (en) note que la bisexualité masculine est souvent représentée comme un moyen, pour le libertin, de « doubler ses opportunités de plaisir », non seulement en ajoutant des hommes aux femmes comme partenaires sexuels potentiels, mais en s'ouvrant également à la possibilité d'être pénétré, en plus de la possibilité de pénétrer. Il estime que l'on peut retracer ces deux histoires croisées jusqu'à la Vie des douze Césars de Suétone, prenant en exemple Néron et son mariage avec Sporus, ou les orgies organisées par Tibère.

### Homophobie comme non-acceptation
Dans une étude menée en 1996, Henry Adams, professeur émérite de psychologie à l'université de Géorgie, a fait regarder à des hommes se déclarant hétérosexuels et homophobes des films pornographiques gays et a constaté que selon des capteurs placés sur leurs pénis, 80 % d'entre eux ont été excités par cette vision. Cette étude a contribué à populariser l'idée selon laquelle la plupart des homophobes sont des hommes n'assumant ou n'acceptant pas leurs propres attirances envers les autres hommes.
Plus d'un quart des hommes se déclarant hétérosexuels et non homophobes ont par ailleurs été excités par la vision de ces vidéos. Une étude de l'université de Rochester datant de 2012 conclut que « l'homophobie est plus prononcée chez les individus ayant une attirance inconsciente envers les individus du même sexe qu'eux, et qui ont été élevés par des parents autoritaires, qui interdisaient l'expression de tels désirs ». De tels individus se conçoivent seulement comme « hétérosexuels ».
Un article de The Economist, rédigé par un journaliste spécialement dépêché en Amérique latine, connue pour sa culture bisexuelle masculine généralisée et sa très forte homophobie culturelle, constate que « l'Amérique latine a une longue histoire d'ambivalence et d'hypocrisie sur l'homosexualité ». La culture latino-américaine, très machiste, accepte que des hommes aient des relations sexuelles avec d'autres hommes, mais seulement s'ils tiennent le rôle actif, ; les hommes en question qui s'engagent dans des relations sexuelles avec des hommes et des femmes se voient comme « hétérosexuels ». Seuls sont stigmatisés les hommes efféminés, ceux qui sont supposés être passifs dans la relation. L'anthropologue Annick Prieur écrit sur ce phénomène : « Le mépris pour l'homosexuel efféminé est précisément ce qui rend acceptable la bisexualité pour les hommes masculins, et c'est pourquoi l'homophobie, le machisme et une bisexualité masculine généralisée forment un ensemble parfaitement cohérent. »

### Prostitution
Dans le contexte des débats français sur une éventuelle pénalisation des clients de la prostitution, un directeur de boîte de nuit parisienne estime dans un ouvrage sur la prostitution masculine que la majorité des clients sont des hommes, en couple avec des femmes, qui entretiennent l'illusion sociale d'une hétérosexualité de façade. Un article de 2013 publié par Rue89 donne la parole à un étudiant prostitué : « le client-type ressemble à monsieur Tout-le-monde. Entre 40 et 60 ans, marié, une famille et une bonne situation financière. Il n’assume pas (ou peu) son attirance pour les hommes et cherche à assouvir ses fantasmes sans trop se mouiller » ; précisant être particulièrement « sidéré de la proportion d’hommes mariés. Certains se confient et nous parlent de leur femme, de leurs enfants. » Des tendances similaires apparaissent au Viêt Nam, où des prostitués homosexuels, souvent efféminés, ont une clientèle majoritairement constituée d'hommes bisexuels, qui sont souvent mariés et ont des enfants, et qui ne sont pas mis à l'écart de la société contrairement aux homosexuels efféminés.
Ces pratiques prostitutionnelles peuvent être rapprochées du phénomène du « tearoom trade », un terme anglophone provenant d'un travail d'observation sociale publié en 1970 comme thèse de doctorat par Laud Humphreys, un sociologue américain. L'objet d'étude étaient les hommes s'engageant dans des relations homosexuelles dans certains lieux publics (comme les toilettes des restaurants) de manière anonyme et « impersonnelle ». Ces hommes sont très souvent conservateurs, de statut social plutôt favorisé, très respectés dans leurs communautés respectives, mariés (à des femmes) et religieux. Laud Humphreys caractérise la contradiction entre leur puissante affirmation d'une identité hétérosexuelle et de positions religieuses, souvent moralisatrices, et leurs relations homosexuelles cachées comme un « plastron de vertu ».

### Vie de famille
Une étude néo-zélandaise a montré que les gens bisexuels forment toutes sortes de familles, et ne perçoivent généralement pas leur bisexualité comme un obstacle pour leur vie familiale.
Aux États-Unis, dans les années 1990, on estime entre 1,7 et 3,4 millions les femmes mariées à des hommes activement bisexuels (ayant eu un rapport sexuel homosexuel durant les cinq années précédentes). La très grande majorité d'entre eux aiment leurs femmes et certains se considèrent comme des hétérosexuels qui ont quelques désirs homosexuels, qu'ils espèrent pouvoir maîtriser en s'engageant dans une vie maritale et de famille. Les mariages peuvent parfois échouer du fait de l'orientation sexuelle différente des conjoints, qui peut ne pas être révélée dès le début de la vie de famille.

### Viols, violences sexuelles et violences conjugales

#### Viols et violences sexuelles
Aux États-Unis, 46 % des femmes bisexuelles sont victimes de viol, contre 13 % des lesbiennes et 17 % des hétérosexuelles. Elles sont 32 % à n'avoir connu qu'un agresseur, 31 % deux et 36 % trois ou plus. Pour 98 % d'entre elles, l'agresseur est toujours un homme. Le premier viol dont elles sont victimes arrive quand elles ont entre 11 et 17 ans pour 48 % d'entre elles et quand elles ont entre 18 et 24 ans pour 33 %. Les bisexuelles sont à 22 % victimes de viol conjugal et à 40 % d'autres violences sexuelles de la part de leur partenaire. La prévalence pour toutes les violences sexuelles s'élève à 75 % pour les bisexuelles et à 47 % pour les hommes bisexuels. L'agresseur est alors un homme dans 87 % des cas pour les femmes bisexuelles, et dans 65 % des cas pour les hommes bisexuels.

#### Violences conjugales
Au Canada, 28 % des personnes bisexuelles rapportent être victimes de violence conjugale. Aux États-Unis, les femmes bisexuelles sont victimes à 57 % de violence physique de la part de leur partenaire et à 31 % de harcèlement ; les hommes bisexuels sont victimes de violence physique de la part de leur partenaire à 37 %. 49 % des bisexuelles sont victimes de violence physique sévère et 15 % ont déjà eu un couteau ou un pistolet utilisé contre elles. 27 % des hommes bisexuels ont déjà été giflés, bousculés ou poussés par leur partenaire. Les femmes bisexuelles sont victimes de violences psychologiques de la part de leur partenaire à 76 % et les hommes bisexuels à 53 %.
Ces violences sont des formes de contrôle coercitif pour 60 % des femmes, telles que la menace de se suicider (53 %), d'en arriver à la violence physique (52 %) ou l'entrave à l'utilisation de leur propre argent (20 %). 15 % des bisexuelles ont eu un partenaire qui a essayé de les mettre enceinte contre leur volonté et 9 % un qui refusait l'usage du préservatif. Dans 40 % des cas pour les femmes et 54 % pour les hommes, la violence conjugale contre les personnes bisexuelles est perpétrée par plusieurs partenaires. 90 % des auteurs de violence conjugale contre les femmes bisexuelles sont des hommes et 79 % des auteurs contre des hommes bisexuels sont des femmes.

#### Impact des violences conjugales et sexuelles
Lorsque victimes de violences conjugales et/ou sexuelles, les femmes bisexuelles subissent dans 57 % des cas un impact sur leur santé ou leur bien-être : 46 % présentent des symptômes de stress post-traumatique, 16 % se retrouvent dans un état nécessitant une intervention médicale et 11 % une intervention légale.

### Santé
Des études ont démontré que les adolescents bisexuels sont généralement une population bien plus à risque de développer des problèmes psychiatriques, des pensées suicidaires, des problèmes d'alcool ou de drogues que les hétérosexuels. Des études prouvent également que le soutien familial permet de réduire ces problèmes de santé.

#### Santé mentale
Les personnes bisexuelles sont particulièrement à risque de souffrir de dépression et d'avoir des pensées suicidaires : 56 % des adolescents bisexuels ont déjà pensé au suicide (avec 26 % de tentatives), contre 57 % des adolescents homosexuels (7 % de tentatives) et 38 % des adolescents hétérosexuels (13 % de tentatives). Ce risque accru se maintient à l'âge adulte, avec 14 % de tentatives de suicide chez les bisexuels, contre 2 et 4 % chez les hétérosexuels et homosexuels. En Suède, 25 % des femmes bisexuelles ont eu des pensées suicidaires dans l'année, comparé à 18 % des hommes gays et bisexuels, 14 % des lesbiennes et 5 % des hétérosexuels.

#### Toxicologie
Selon une étude, bien qu'en baisse, la consommation de tabac est élevée parmi les jeunes bisexuelles, passant au Canada de 38 % en 1998 à 22 % en 2003, et 62 % des jeunes bisexuelles ont déjà essayé la marijuana en 2003 et ont un taux de consommation régulière deux fois et demie plus élevé que les hétérosexuelles.
La pratique du binge drinking est en augmentation chez les jeunes bisexuelles, passant de 12 % en 1992 à 43 % en 2003. Les bisexuelles et les filles se définissant comme « presque hétérosexuelles » sont les catégories présentant la plus haute consommation d'alcool.

## Émergence des communautés auxXXeetXXIesiècles

### Causes du militantisme

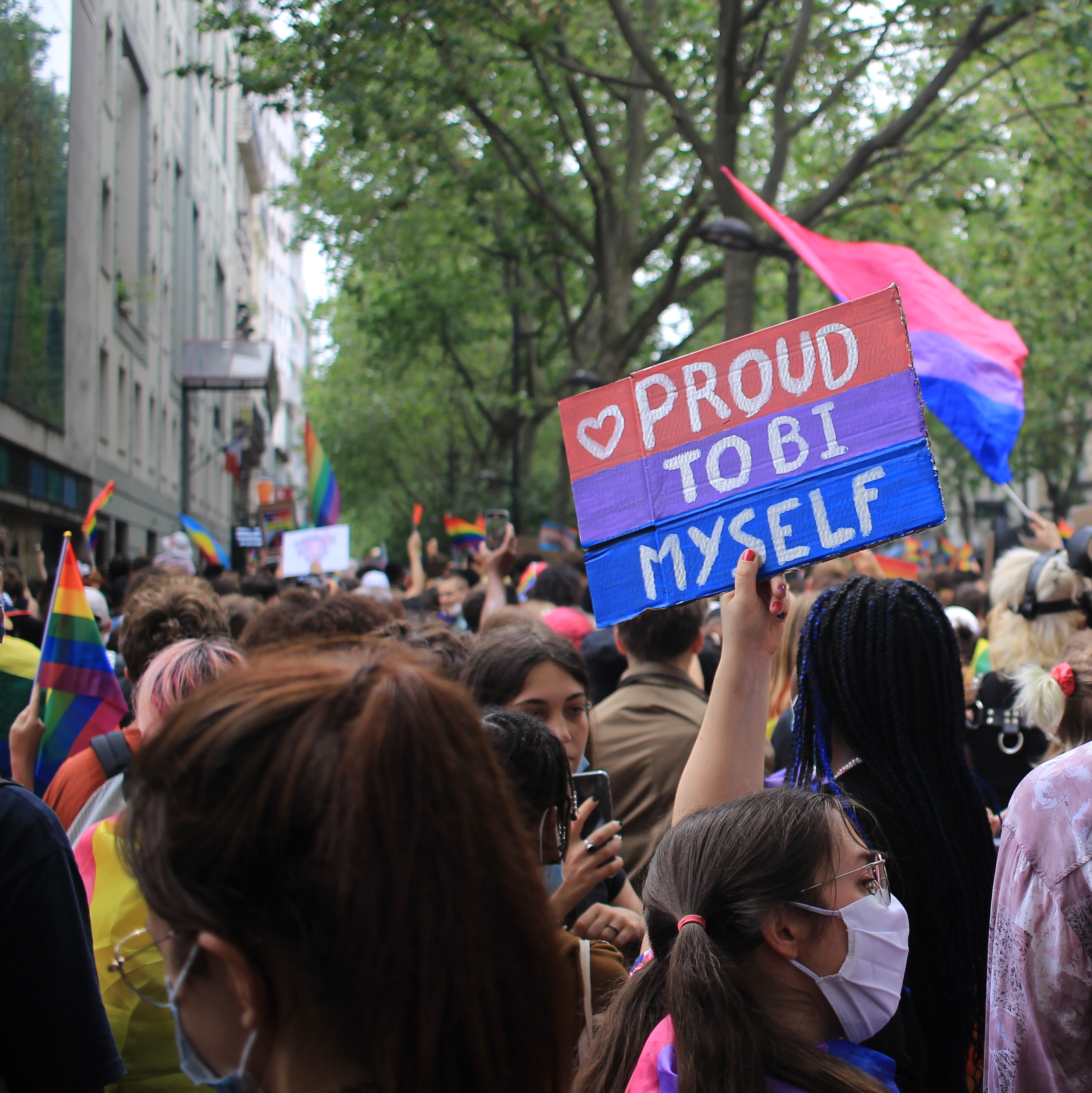
Une pancarte aux couleurs du drapeau bisexuel, indiquant Proud to bi myself (« Fière d'être bi/moi-même »), à la Marche des fiertés de Paris, en 2021.

Un préjugé répandu estime que les bisexuels ne seraient que des « homosexuels » qui chercheraient à préserver un « privilège hétérosexuel ». En découle l’idée reçue que tous ceux qui s’identifient comme bisexuels sont en réalité des gays ou lesbiennes ayant peur de l’admettre. Cette idée fausse explique cependant un des adages de la culture gay : « Bi maintenant, gay plus tard » (ainsi, d'après une enquête d'Advocate menée en 1994, 40 % des hommes homosexuels interrogés s'étaient d'abord présentés comme bisexuels avant de s'affirmer comme homosexuels). Beaucoup de bisexuels ne se trouvent de véritable place ni dans la communauté gay ni dans le monde hétérosexuel, parce qu’ils ont tendance à rester invisibles au public (c'est-à-dire vivant sans attirer l’attention des sociétés homosexuelles et hétérosexuelles). La communauté bisexuelle se forme notamment pour lutter contre cette occultation de la bisexualité, sous l'impulsion de plusieurs militants, dont Maggi Rubenstein,.
Le mot « biphobie » est un néologisme caractérisant une personne pensant que la bisexualité n'existe pas, ayant de nombreux préjugés contre les bisexuels, c'est-à-dire croyant qu'on ne peut être qu'hétérosexuel ou homosexuel, ou possédant des clichés défavorables sur la bisexualité, comme le fait qu'être bisexuel rendrait infidèle ou instable. Le modèle binaire, monosexualiste, qui ne reconnaît que l'hétérosexualité et l'homosexualité reste encore prépondérant. Dans les années 2000, au sein des sociétés occidentales, la bisexualité est beaucoup mieux acceptée chez les femmes que chez les hommes ; les bisexuelles sont d'autant plus libres de parler ouvertement de leur sexualité que les bisexuels.
Il existe aussi de nombreux clichés et préjugés sur les bisexuels ou la bisexualité en général : ainsi, on pense souvent que les bisexuels s'engagent dans des relations sexuelles avec de très nombreuses personnes, qu'ils ont des mœurs légères, ou encore qu'ils sont infidèles. Une autre forme de biphobie est de penser, ce qui arrive notamment dans la communauté homosexuelle, que la bisexualité ne serait qu'une « phase transitoire » entre l'hétérosexualité et l'homosexualité, et que les bisexuels ne seraient que des homosexuels ne s'assumant pas,. Même la communauté scientifique, en particulier les psychiatres, véhiculait de telles conceptions biphobes durant les années 1970 et 1980.

### États-Unis

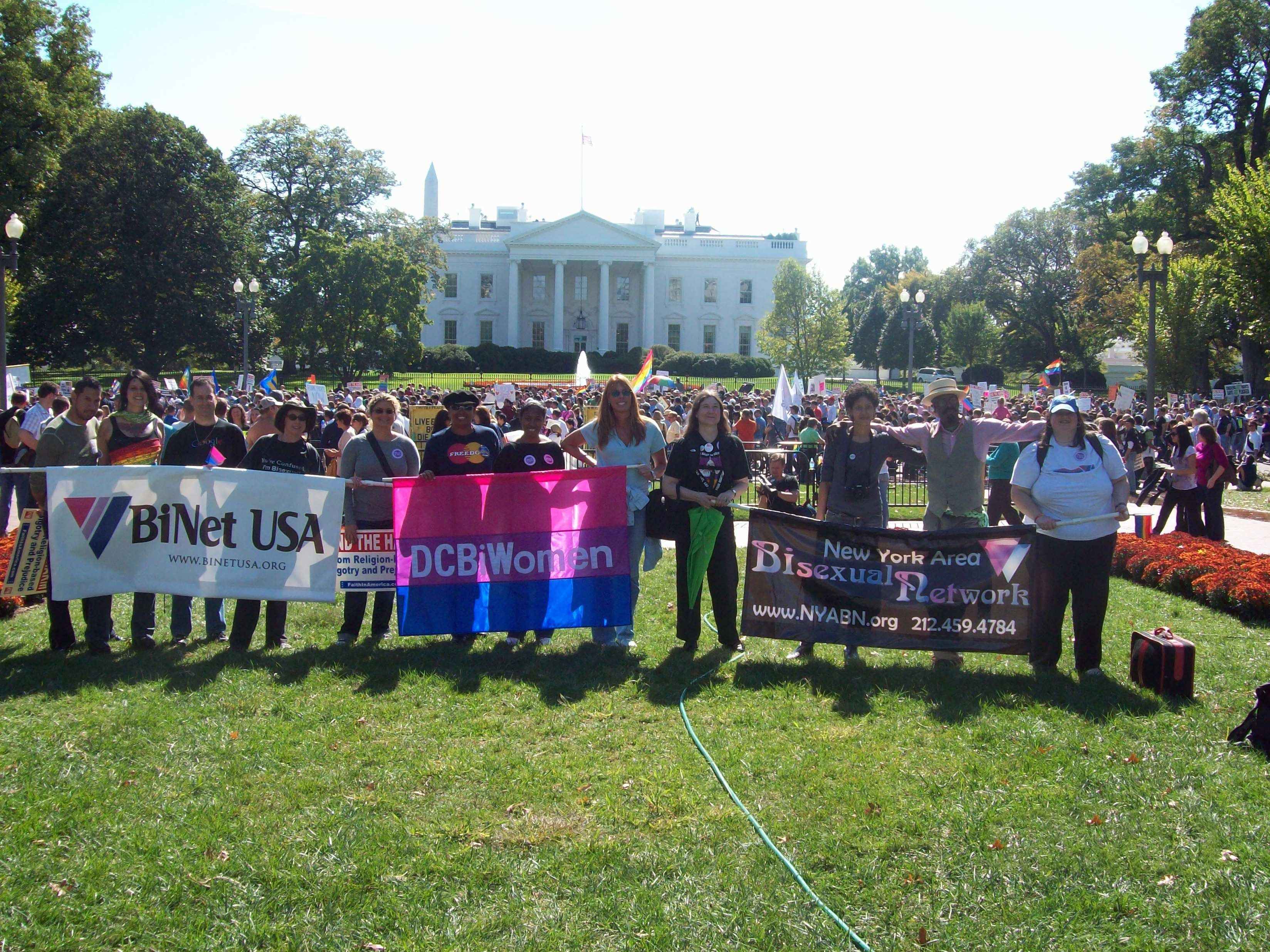
Groupes de militants bisexuels, pansexuels et queer lors de la National Equality March de Washington, en 2009.

Le militantisme bisexuel aux États-Unis commence à partir des années 1980, avec des pionniers comme l'écrivaine Lani Ka'ahumanu, l'une des premières personnalités à faire son coming out bisexuel public dans une revue homosexuelle de San Francisco, qui cofonde par la suite le groupe BiPOL et devient une porte-parole régulière des revendications bisexuelles, féministes et queer,.
En 1987, un groupe de militants bisexuels fonde le North American Bisexual Network (NABN) après une manifestation à Washington ; il devient en 1991 le BiNet USA. Plusieurs autres associations de bisexuels fleurissent également dans différentes parties des États-Unis. De 1990 à 2002, le magazine Anything That Moves (« Tout ce qui bouge ») contribue à lutter contre la biphobie (en reprenant ironiquement à son compte le cliché biphobe selon lequel les bisexuels « sautent sur tout ce qui bouge ») et à donner une meilleure visibilité aux bisexuels au sein des mouvements LGBT. Le sexologue et psychiatre Fritz Klein entretient également une activité de militant : il crée en 1998 l'American Institute of Bisexuality, qui a pour but de favoriser les études portant sur la bisexualité, mais aussi de mieux diffuser les connaissances à ce sujet et donc de lutter contre les clichés.

### Grande-Bretagne
Une communauté bisexuelle active émerge en Grande-Bretagne au cours des années 1980-1990. En 1994, un rassemblement de militants bisexuels débouche sur l'institution de conférences nationales annuelles sur la bisexualité, qui se transforment quelques années plus tard en une importante convention, la BiCon. À partir de 1995, un fanzine mensuel, Bi Community News, diffuse l'actualité de la communauté bisexuelle britannique. Il existe plusieurs associations et groupes de bisexuels, comme le Bisexual Index, fondé lors d'une BiCon en 2007,.

### France
En France, la première association nationale de bisexuels, Bi'Cause, est créée en 1997 à Paris par un groupe de femmes lassées d'être confrontées à la biphobie au sein de la communauté lesbienne,. Elle célèbre la « Journée de la bisexualité » à partir de 2009.
En 2007 est créé à Strasbourg Ambivalence, groupe de soutien pour personnes bisexuelles et de lutte contre la biphobie.

### Ailleurs dans le monde
Le nombre d'associations bisexuelles dans le monde s'accroît énormément au cours des années 1990. L'édition 2001 du Bisexual Resource Guide, un document produit par le Bisexual Resource Center et qui contient un annuaire des associations bisexuelles dans le monde, répertorie 2 134 organisations bisexuelles dans 68 pays (incluant des pays aussi divers que le Botswana, la Colombie, les îles Fidji, la Hongrie, la Lituanie, la Namibie, Singapour, la Corée du Sud ou l'Uruguay).

## Symboles et visibilité

### Une «communauté invisible»
La biphobie et l'occultation de la bisexualité font que la bisexualité est très peu étudiée et reconnue pour elle-même, au point que l'on a pu parler de « communauté invisible ». Cette sexualité peut être vue comme « invisible », « exclue » ou « silencieuse » dans de nombreux domaines, incluant les médias de masse, les communautés homosexuelles, la recherche sexologique, la psychologie, la psychothérapie ou encore les législations et politiques publiques. L'absence de véritables moyens d'identification et de reconnaissance de la bisexualité peut également être une cause de l'invisibilité de la bisexualité. Cette invisibilité de la bisexualité peut être la principale difficulté des personnes bisexuelles cherchant à bénéficier de services d'aide gouvernementaux spécifiques et appropriés. Le néologisme de « bi-invisibilité » (ou « invisi-bi-lité ») a été formé pour désigner le « manque de reconnaissance, et l'ignorance des preuves claires indiquant que la bisexualité existe ».
La bisexualité apparaît comme particulièrement peu visible à côté de l'homosexualité, bien qu'elle soit statistiquement bien plus courante, (l'universitaire américaine Lisa M. Diamond déclare à ce propos qu'« il est bien plus fréquent d'être un peu attiré par quelqu'un de son propre sexe que d'être exclusivement attiré par quelqu'un de son propre sexe »). Kenji Yoshino, un universitaire américain enseignant à la faculté de droit de Yale estime que si la bisexualité est si peu visible, c'est parce que les communautés homosexuelle et hétérosexuelle ont toutes deux un intérêt à ce que la bisexualité soit effacée de la société. Le même argumentaire est repris par Marjorie Garber, auteure de Vice-Versa: Bisexuality and the Eroticism of Everyday Life. En particulier, la communauté homosexuelle a tendance à s'approprier des histoires ou des personnes ne lui appartenant pas ; Chris Calge parle ainsi d'une « historiographie monosexuelle gay ». Plus largement, la bisexualité apparaît comme étant la catégorie la moins connue et reconnue de toute la communauté LGBT. La communauté bisexuelle tend toutefois à se former pour lutter contre cet effacement.
Une des causes de l’invisibilité des bisexuels est que l'on ne peut les identifier par le sexe de la personne avec lesquels ils sont en relation : ainsi, on va faussement désigner comme automatiquement « gay » un homme en couple avec un autre homme, ou comme « hétérosexuel » un homme en couple avec une femme. Cette pensée hétérosexiste érige en « bien » ou « normal » les relations hétérosexuelles, en « mal » ou « anormal » les relations homosexuelles, et ne laisse aucun espace possible entre ces deux pôles.
Ces occultations et biphobies sont telles que nombre de bisexuels, même au sein de la communauté LGBT, ne se présentent pas ainsi, mais comme « homosexuels » ou « lesbiennes », ces termes étant mieux acceptés.

### Drapeau de la fierté bisexuelle

Le drapeau de la fierté bisexuelle est créé par Michael Page en 1998.

Pour plus de visibilité, et pour donner un symbole au rassemblement de la communauté bisexuelle, Michael Page a créé le « drapeau de la fierté bisexuelle » en 1998, sur le modèle du drapeau arc-en-ciel, afin d'accroître la visibilité des bisexuels au sein et en dehors de la communauté LGBT.
Le drapeau bisexuel affiche une bande rose en haut pour l’homosexualité, une bande bleue en bas pour l’hétérosexualité et une bande violette au milieu pour représenter la bisexualité, le violet étant la combinaison du rouge et du bleu. Cette dernière est plus petite que les autres, figurant ainsi la non-visibilité des bisexuels dans la société.

### Journée internationale de la bisexualité
La journée de la bisexualité a été créée en 1999 ; elle a lieu chaque année le 23 septembre. Elle donne lieu à diverses initiatives militantes de communication auprès du grand public et de lutte contre la biphobie,.

## Évocations dans les arts

### Cinéma

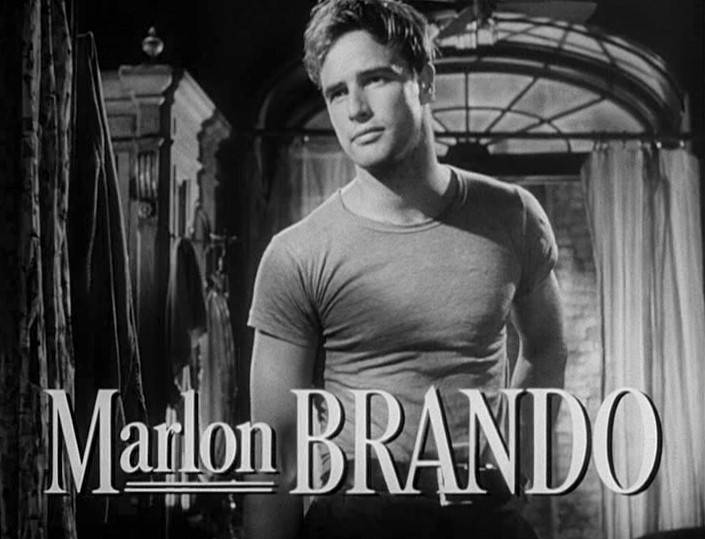
Marlon Brando, acteur et Sex-symbol américain, a dévoilé sa bisexualité en 1976.

Le premier film à dépeindre la bisexualité semble être A Florida Enchantment, un film américain de 1914. Hollywood ayant une réputation sulfureuse à cause de la drogue qui y circule et de la grande liberté sexuelle des employés de l'industrie cinématographique (et en particulier des acteurs), le secteur du cinéma tente de s'auto-réguler pour gagner en respectabilité. En 1934, le code Hays commence à être appliqué : toute représentation de scènes ou de personnages bisexuels ou homosexuels devient interdite aux scénaristes. Ainsi, durant les années 1930 et 1940, la bisexualité disparaît du cinéma américain. Après la Seconde Guerre mondiale, des réalisateurs audacieux commencent à passer outre cette règle, qui se révèle obsolète et sera complètement abandonnée dans les années 1960. L'abandon du code Hays ne se traduit pourtant pas immédiatement par une représentation positive de la bisexualité : dans Inside Daisy Clover (1966), le protagoniste, bisexuel, renvoie une image d'égoïsme et d'amoralisme. Dans Basic Instinct (1992), Sharon Stone joue une femme fatale bisexuelle et suspectée d'assassinat. Le film est froidement accueilli par les mouvements LGBT, qui lui reprochent son assimilation de la bisexualité avec le crime, bien que la suspecte soit finalement innocentée. La personne coupable est au-dessus de tout soupçon. L'héroïne bisexuelle réapparaît dans une suite, Basic Instinct 2.
La bisexualité de figures historiques aussi diverses que James Dean, Montgomery Clift, Judy Garland, Janis Joplin, Oscar Wilde ou encore Frida Kahlo a pu être représentée dans des films biographiques.
Le thème est abordé dans Mort à Venise (1971) par l'intermédiaire du personnage principal, von Aschenback. Le film est récompensé lors du Festival de Cannes de 1971.
Dans Les Chansons d'amour, film musical du réalisateur français Christophe Honoré avec une musique d'Alex Beaupain sorti en 2007, l'un des personnages principaux est bisexuel : il entretient des relations amoureuses avec des femmes puis avec un homme.
En 2013 La Vie d'Adèle, d'Abdellatif Kechiche, est ovationné par la critique, qui reçoit notamment la Palme d'or à l'unanimité ainsi que le Prix Fipresci du festival de Cannes.
Dans les industries cinématographiques et télévisuelles anglo-saxonnes contemporaines, en particulier Hollywood, la bisexualité et les personnes bisexuelles continuent d'être présentées de manière défavorable, généralement par des clichés biphobes,.

### Littérature

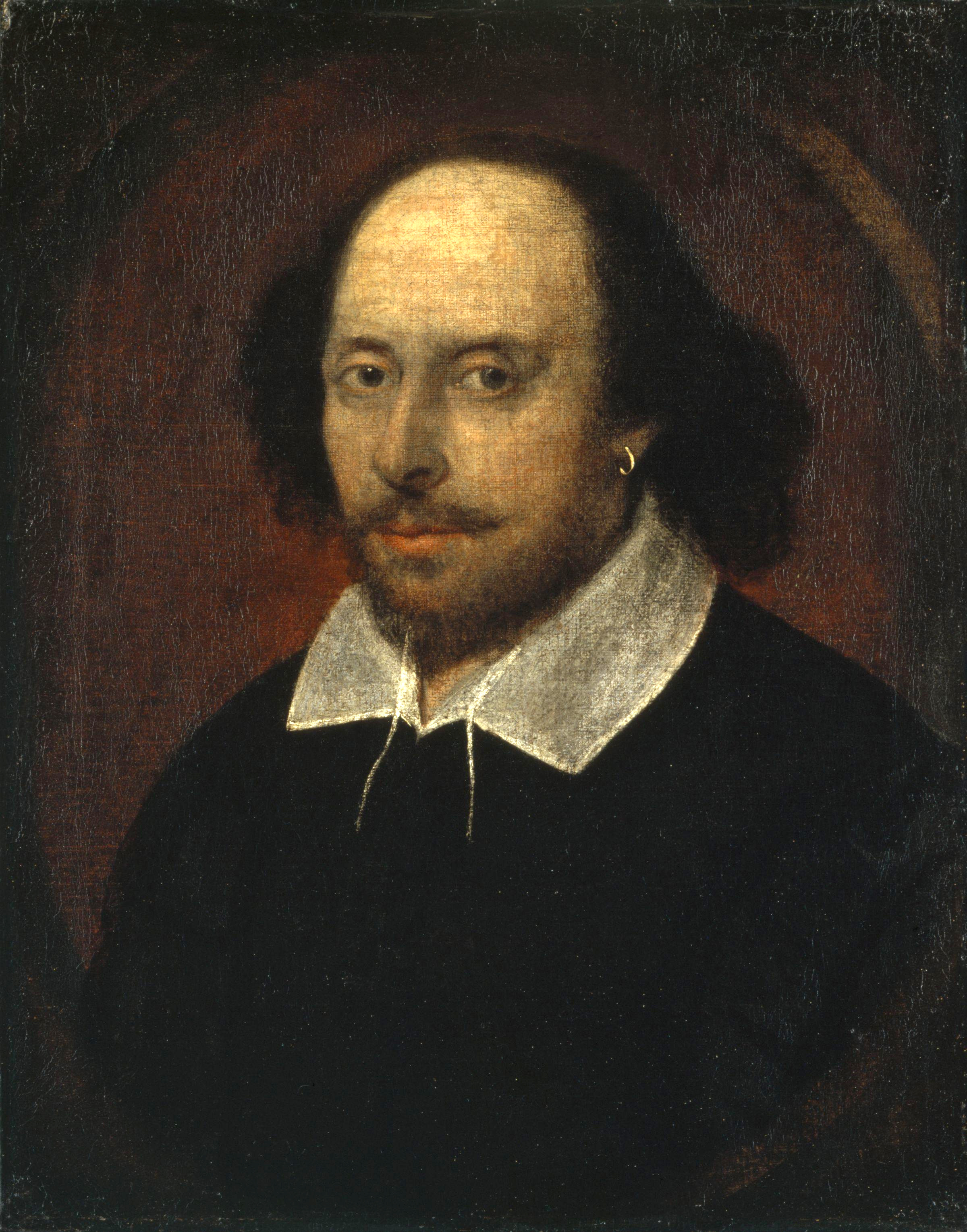
William Shakespeare, l'un des plus grands dramaturges de la littérature occidentale, était bisexuel. Marié et ayant eu plusieurs enfants, il adressait des sonnets enflammés à un homme, le fair Lord. La bisexualité de Shakespeare a été constamment et délibérément cachée par les différents universitaires qui ont étudié son œuvre durant les quatre derniers siècles.

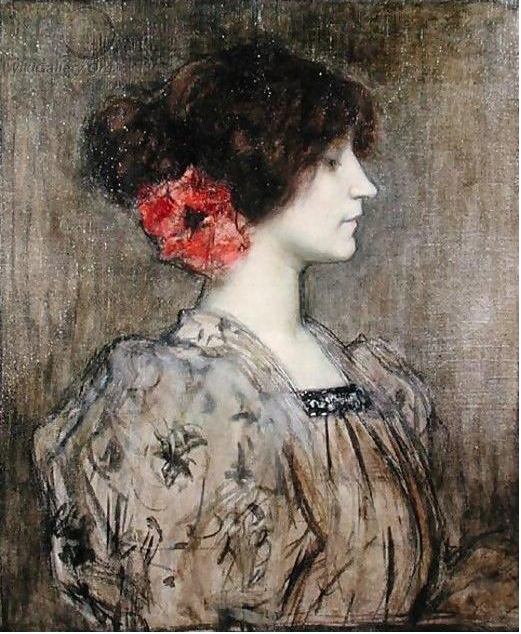
Portrait de Colette, « la Reine de la bisexualité » par Ferdinand Humbert, vers 1896.

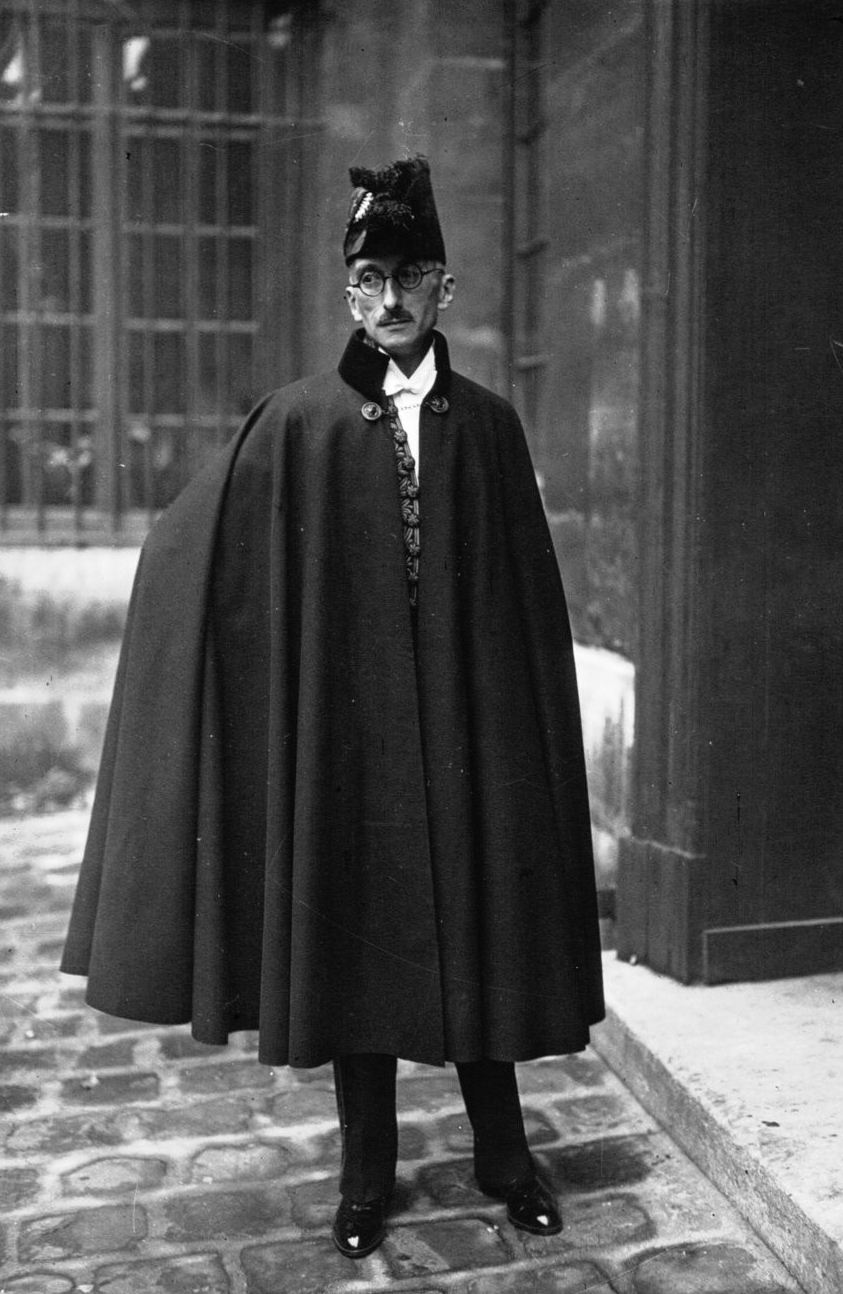
François Mauriac, bisexuel (ici, lors de son entrée à l'Académie française)..

Comme dans de nombreux autres domaines, la bisexualité a été largement occultée en tant que telle dans les œuvres littéraires au cours des siècles. Néanmoins, de nombreux auteurs et autrices sont connus pour leur bisexualité, qui est selon les cas abordée dans leurs œuvres ou non. Citons, dans la littérature française, Louis Aragon (marié à Elsa Triolet, il s'engage, après la mort de celle-ci, dans des relations avec des jeunes hommes) ou Paul Verlaine (marié, mais entretenant une célèbre relation avec Arthur Rimbaud), l'académicienne Marguerite Yourcenar, (qui écrivit un livre sur l'empereur romain bisexuel Hadrien qui connut un succès mondial, les Mémoires d'Hadrien), Simone de Beauvoir ou encore Colette, (on retrouve d'ailleurs des nombres de similitudes entre l'autrice et l'héroïne de sa série littéraire Claudine). La littérature anglophone compte parmi son panthéon des figures de proue bisexuelles ou considérées probablement bisexuelles, telles que William Shakespeare, Oscar Wilde ou encore Katherine Mansfield et Virginia Woolf, dont les œuvres sont parfois parsemées d'allusions homo-érotiques souvent voilées à l'aide de jeux d'inversion de genre.
Reflétant la bisexualité généralisée des sociétés grecques et romaines antiques, le thème est très couramment abordé dans la littérature de cette époque, que ce soit des discussions philosophiques (Le Banquet par exemple) ou des romans (le Satyricon par exemple). Eva Cantarella, auteure de Selon la nature, l'usage et la loi : la bisexualité dans le monde antique, remarque que la bisexualité est fréquemment abordée dans les œuvres d'Homère, d'Anacréon et de Pindare, du côté grec, et par Plutarque, Cicéron et Catulle, chez les Romains.
La bisexualité fait généralement partie de la littérature libertine, celle qui postule que chaque désir sexuel doit être mené à son terme sans se préoccuper de la désapprobation morale de la société. Ainsi, par exemple, dans Les Liaisons dangereuses (1782) de Pierre Choderlos de Laclos, l'auteur fait apparaître un des principaux personnages, la marquise de Merteuil, redoutable séductrice ayant eu un nombre incalculable d'amants, comme attirée par une jeune femme d'une quinzaine d'années, Cécile Volanges ; de même le personnage du Chevalier dans La Philosophie dans le boudoir du marquis de Sade, s'engage dans des expériences homosexuelles lorsqu'elles lui sont proposées par Dolmancé, tout en précisant que « tout cela ce sont des extravagances que je ne préférerai jamais au plaisir des femmes »,. Si des descriptions d'orgies bisexuelles sont très fréquentes dans l'œuvre de Sade, l'homosexualité est, elle, très rare.
Plus récemment, le thème de la bisexualité et du libertinage ont été abordés par Jean-Baptiste Del Amo dans Une éducation libertine (2008), qui lui a permis de remporter le Prix Goncourt du premier roman.

### Musique et chansons

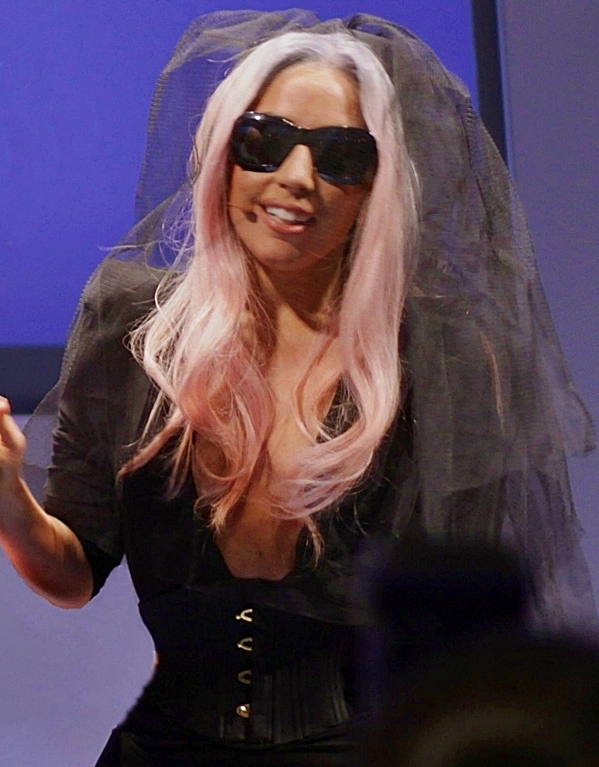
La chanteuse américaine Lady Gaga évoque sa bisexualité dans son œuvre musicale et milite pour les droits des personnes LGBT, notamment le retrait du Don't ask, don't tell aux États-Unis.

Certains chanteurs ont révélé au grand public leur bisexualité, tel David Bowie dès les années 1970. Kurt Cobain (du groupe Nirvana) a indiqué au magazine The Advocate sa bisexualité, notant que s'il n'avait pas rencontré Courtney Love, il aurait certainement continué à établir des relations avec des hommes et des femmes. Plus récemment, Brian Molko (du groupe Placebo) s'est aussi déclaré bisexuel. Janis Joplin et Bessie Smith, chanteuse afro-américaine très populaire dans les années 1920 et grande inspiration de Joplin, étaient également bisexuelles.
Le monde du rap américain, considéré parmi les plus homophobes et biphobes (discriminations qui se manifestent, entre autres, dans les paroles des chansons), voit peu à peu les choses évoluer. Alors que Nicki Minaj a déjà dévoilé sa bicuriosité, la rappeuse Azealia Banks a indiqué sa bisexualité dans une interview au New York Times en 2012. La même année, Frank Ocean a décidé de reconnaître publiquement sa bisexualité (il a écrit une lettre publique dans laquelle il a déclaré que son premier amour de jeunesse était un jeune homme de son âge), un geste qui pourrait faire évoluer la mentalité du milieu vers davantage de tolérance.
Le thème de la bisexualité a été abordé dans les chansons suivantes :
- Depuis qu'il vient chez nous, Dalida (1979)[293] ;
- 3e sexe, Indochine (1985)[294] ;
- Bi, Living Colour, Stain (Album) (1993)[MG 9] ;
- Coming Clean, Green Day (1994)[295] ;
- Underwear, The Magnetic Fields (1999)[note 20] ;
- To bi or not to bi, Ysa Ferrer (2008)[note 21] ;
- I Kissed a Girl, Katy Perry (2008)[296] ;
- Poker Face, Lady Gaga (2008)[297] ;
- If U Seek Amy, Britney Spears (2009)[63] ;
- Not Myself Tonight, Christina Aguilera (2012)[63] ;
- Girls/Girls/Boys, Panic! at the Disco (2013)[298] ;
- Chanel, Frank Ocean (2016)[299];
- Make me Feel, Janelle Monáe (2018)
- Good Bi, Beth McCarthy (2024)

### Séries télévisées

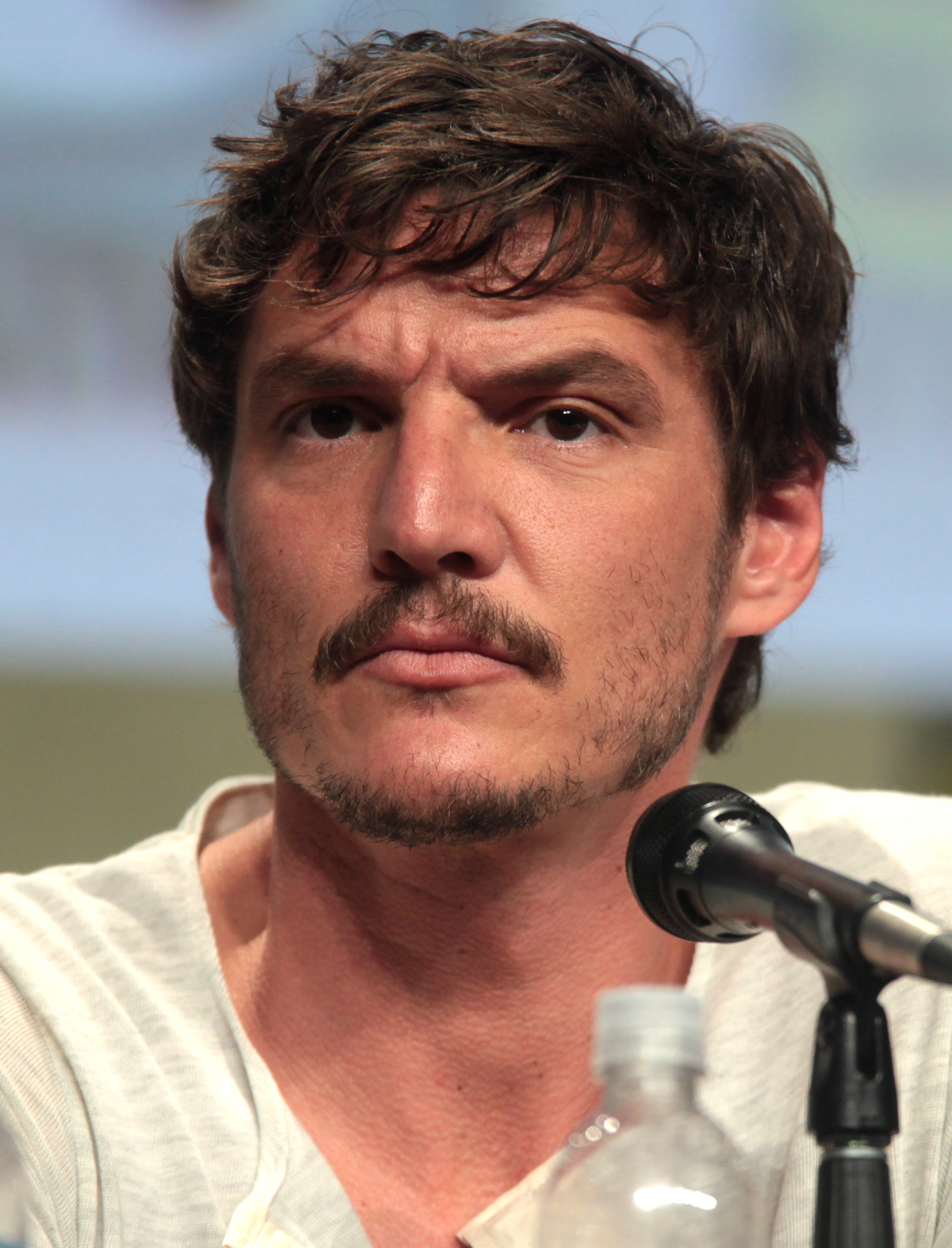
L'acteur Pedro Pascal, qui interprète Oberyn Martell dans Game of Thrones, un prince-guerrier bisexuel, s'est publiquement félicité que son personnage amène davantage de diversité sexuelle dans la série et a reconnu que cela a pu aider certains fans de la série à accepter leur sexualité.

La décennie écoulée a permis de faire émerger, dans les séries télévisées, en particulier américaines, davantage de représentations de personnages bisexuels et de la bisexualité en général qu'il n'y en avait jamais eu par le passé. Cette visibilité accrue concerne tout particulièrement la bisexualité féminine,. Toutefois, la Gay & Lesbian Alliance Against Defamation note dans une étude reprise en 2014 par The Advocate que la bisexualité reste largement sous-représentée, en particulier par rapport aux autres personnages LGBT.
Voici quelques exemples de personnages bisexuels dans les séries télévisées.
- Black Sails : le personnage d'Anne Bonny (Clara Paget) couche avec le quartier-maître Jack Rackham (Toby Schmitz) et la tenancière et prostituée Max (Jessica Parker Kennedy).
- Bones : le personnage d'Angela Montenegro (Michaela Conlin) a une relation avec une femme pendant plusieurs épisodes et se mariera avec un homme[305].
- Buffy contre les vampires : le personnage de Willow Rosenberg (Alyson Hannigan) semble au départ hétérosexuel puis a des relations amoureuses avec une femme. Il s'agit du premier couple lesbien à la télévision américaine.
- Desperate Housewives : dans la saison 6, Katherine Mayfair (Dana Delany), l'ex-petite amie de Mike, sort et vit avec Robin, une strip-teaseuse lesbienne[306].
- Dr House : Dans la saison 4, on découvre que Numéro 13 (Olivia Wilde) est bisexuelle, ce qui provoque beaucoup de plaisanteries de la part du docteur House[307].
- Doctor Who : la deuxième série, lancée en 2005, aborde régulièrement des thèmes LGBT et laisse entendre la bisexualité de plusieurs personnages. Le personnage de Jack Harkness (John Barrowman), qui joue également dans la série dérivée Torchwood, est même défini comme « omnisexuel » (il a des relations aussi bien avec des humains qu'avec des extraterrestres de diverses espèces)[308].
- Game of Thrones : Oberyn Martell (Pedro Pascal), ainsi que son amante, Ellaria Sand (Indira Varma)[309]. L'acteur jouant Oberyn Martell a d'ailleurs publiquement reconnu le rôle bénéfique qu'a son personnage à faire accepter à des fans leur sexualité[300].
- Glee : Brittany Pierce (Heather Morris) est bisexuelle[310].
- Grey's Anatomy : le personnage de Callie Torres[310] (Sara Ramírez) se marie en premier lieu avec un homme dans la saison 3 puis une femme dans la saison 7.
- House of Cards : le personnage de Frank Underwood (Kevin Spacey) est marié à une femme, mais a eu une relation amoureuse avec un camarade lorsqu'il était en école militaire[311]. Il a également une maîtresse lors de la saison 1, et pratique un ménage à trois avec sa femme et son garde du corps au cours de la saison 2[312],[313].
- Newport Beach : Alex Kelly est le premier rôle bisexuel d'Olivia Wilde[314],[315].
- Orange Is the New Black : la protagoniste, Piper Chapman (Taylor Schilling), est bisexuelle[316].
- Plus belle la vie (à partir de 2004) : dans la saison 4, Céline Frémont (Rebecca Hampton) découvre qu'elle est bisexuelle[317].
- Skins : le personnage d'Anthony Stonem (Nicholas Hoult), éphèbe arrogant et manipulateur, a été considéré par la critique comme « le méchant bisexuel stéréotypé, narcissique, dominateur et sociopathe »[318]. Il trompe souvent sa petite amie, qui en a conscience, notant qu'« il couche avec tout le monde, même avec des garçons »[318].
- Les 100 : la protagoniste, Clarke Griffin (Eliza Taylor), est bisexuelle[319].
- Lost Girl : Bo (Anna Silk), le personnage principal, entretient d'abord une relation avec un loup-garou avant de tomber amoureuse d'une scientifique humaine ;
- Brooklyn Nine-Nine : le personnage Rosa Diaz est bisexuel, ainsi que son interprète Stephanie Beatriz.
- Legends of Tomorrow : les personnages de Sara Lance (Caity Lotz) et de John Constantine (Matt Ryan) sont tous deux ouvertement bisexuels.
- Heartstopper: le personnage adolescent Nick Nelson (Kit Connor) découvre sa bisexualité lorsqu'il tombe amoureux de Charlie (Joe Locke)
- The Boys : le personnage de Frenchie (Tomer Kapon) développe tout au long de la série une forme d'amour platonique avec sa partenaire Kimiko (Karen Fukuhara) et a des relations sexuelles avec un homme pendant la saison 4. Aussi, le personnage de Queen Maeve (Dominique McElligott) est bisexuelle mais est forcée par son employeur de cacher sa relation avec son ex-petite-amie.
- Vikings : le personnage de Lagertha (Katheryn Winnick), la première épouse de Ragnar Lothbrok (Travis Fimmel) et mère de son fils aîné, développe pendant la saison 4 une relation avec une femme dénommée Astrid.

### Web-séries
- Rose by Any Other Name…, une web-série réalisée par Kyle Schickner pour FenceSitter Films et lancée en 2009, a pour personnage principal une femme qui s'identifie d'abord comme lesbienne, puis se découvre bisexuelle lorsqu'elle tombe amoureuse d'un homme[320].
- La Théorie du Y est une web-série belge produite par la RTBF en 2016 et qui a pour thème principal la bisexualité. Il s'agit de l'adaptation de la pièce de théâtre éponyme de Caroline Taillet. On y suit Anna, une jeune femme qui se questionne sur sa sexualité après une rencontre impromptue avec une autre femme lors d'une soirée.

### Jeux vidéos
- Fallout 2 (1998) : le personnage jouable peut être bisexuel et entamer une relation avec Miria et Davin, quel que soit son sexe de départ[321].
- Fable (2004) : le personnage du joueur, s'il est un homme, peut entrer en couple et se marier avec un pnj masculin[322].
- Mass Effect (2007) : si le Commandant Shepard est une femme, elle peut entamer un triangle amoureux avec l'extraterrestre féminine Liara T'Soni et le lieutenant Kaidan Alenko[323]. Ces deux relations peuvent être ravivées dans le troisième opus de la saga.
- Mass Effect 2 (2010) : les personnages de Kelly Chambers et Samara peuvent débuter une relation avec Shepard, quel que soit son sexe.
- Dragon Age II (2011) : les personnages d'Anders, Fenris, Isabela et Merrill peuvent être courtisés par le personnage principal, sans distinction de son sexe[324].
- Saint Row IV (2013) : le joueur, sous un caractère parodique, peut débuter des relations sexuelles avec l'ensemble des membres de son équipage, qu'ils soient hommes ou femmes.
- Dragon Age: Inquisition (2014) : les personnages de Josephine Montiliyet et Iron Bull sont des choix de relation disponibles pour l'inquisiteur, qu'il soit un homme ou une femme et peu importe à quelle race appartient l'inquisiteur.
- Life is Strange (2015) : Max Caulfield, l'héroïne du jeu, peut embrasser Chloe, sa meilleure amie et/ou embrasser Warren, son ami qui à le béguin pour elle.
- Assassin's Creed: Syndicate (2015) : Jacob Frye, l'un des deux protagonistes du jeu, est décrit comme bisexuel par les développeurs[325].
- The Witcher 3: Wild Hunt (2015) : Ciri, la fille adoptive de Geralt, est décrite comme bisexuelle, tout comme dans les romans dont le jeu fait office de suite. Bien qu'elle ne débute aucune relation dans le jeu, Ciri mentionne plusieurs fois qu'elle est intéressée par les deux sexes.
- Mass Effect: Andromeda (2017) : le pionnier Ryder peut entamer une relation avec les personnages de Peebee, Vetra Nyx et Reyes Vidal, peu importe son genre[326].
- South Park : L'Annale du destin (2017) : au cours de l'une des quêtes du jeu, le joueur peut définir son genre et son orientation sexuelle, y compris la bisexualité.
- Life Is Strange 2 (2018) : dans l'épisode 3 du jeu, Sean Diaz, le personnage principal, peut développer une relation avec Finn (un homme) ou Cassidy (une femme). Si Sean atteint le Mexique sans son frère, il sera montré qu'il s'est mis en couple avec Cassidy ou Finn.
- Assassin's Creed Odyssey (2018) : les personnages jouables d'Alexios ou Cassandra peuvent entamer plusieurs relations avec d'autres personnages de sexe différents au cours du jeu, mais sans grande conséquence sur le scénario[327].
- The Walking Dead : L'Ultime Saison (2018) : Clementine, le personnage principal de la série, est une jeune femme qui peut débuter une relation avec les personnages de Louis ou Violet.
- The Last of Us Part II (2020) : au cours de l'histoire, Dina est bisexuelle et se met en couple avec Ellie, après qu'elle a rompu avec son petit-ami Jesse.
- Cyberpunk 2077 (2020) : V, le protagoniste, peut entamer des relations avec plusieurs personnages de sexe différents. Si V est un homme, il peut faire la cour à la nomade nommée Panam Palmer et au chanteur Kerry Eurodyne. Si V est une femme, elle peut séduire la techie nommée Judy Alvarez ou le flic River Ward.
- Life Is Strange: True Colors (2021) : Alex Chen, la protagoniste du jeu, peut faire la cour aux personnages de Steph Gingrich et de Ryan Lucan[328].
- Street Fighter 6 (2023) : Marisa est le premier personnage jouable de la série qui est ouvertement bisexuel[329].
- Baldur's Gate III (2023) : le joueur peut entamer une relation avec presque tous ses compagnons ainsi que divers autres personnages. Il peut entretenir des relations simultanées avec les personnages d'Ombrecoeur, Astarion et Halsin.
- Kingdom Come: Deliverance II (2025) : Henry de Skalitz, le protagoniste du jeu, peut débuter de multiples relations avec divers personnages féminins ainsi qu'avec son ami Hans Capon, qui lui aussi entretient plusieurs relations avec des femmes.

#### Bisexualité actuelle

##### En anglais
- (en) Fred Klein, The Bisexual Option, American Institute of Bisexuality, Inc., 1993, 2e éd., 230 p. (ISBN 978-0-9858717-0-3).
- (en) D. Hall (dir.) et M. Pramaggiore (dir.), Representing Bisexualities, Subjects and Cultures of Fluid Desire, New York, New York University Press, 1996 (ISBN 0-8147-6633-1).
- (en) Collectif (BI Academic Intervention), The Bisexual Imaginary : Representation, Identity and Desire, Londres et Washington, Cassel, 1997, viii, 216 (ISBN 0-304-33744-7, SUDOC 192274422) et (SUDOC 195299175)
- (en) Merl Storr, Bisexuality : A Critical Reader, Londres, Routledge, 1999 (ISBN 0-415-16659-4, SUDOC 048542938).
- (en) Coll. (Jonathan Alexander, dir.), Journal of Bisexuality, publication académique de l'American Institute of Bisexuality (4 numéros par an), Routledge, 2000-aujourd'hui. .
- (en) Marjorie Garber, Bisexuality and the eroticism of everyday life, New York, Routledge, 2000, 624 p. (ISBN 978-0-203-46229-4, OCLC 43713876, LCCN 00266473). .
- (en) Jonathan Alexander, « Bisexuality and Transgenderism : InterSEXions of the Others », Journal of Bisexuality, New York, Harrington Park Press, vol. 3, nos 3/4,‎ 2003, p. 1-24 (ISSN 1529-9716). , et dans (en) JFritz Klein, Karen Yescavage, Jonathan Alexander, Bisexuality and Transgenderism : InterSEXions of the Others, Routledge, 2004 (ISBN 9781560232872).
- (en) Ronald C. Fox (dir.), Current Research on Bisexuality, Routledge, 2004 (ISBN 978-1560232896).
- (en) Robyn Ochs (dir.) et Sarah E. Rowley (dir.), Getting Bi : Voices of Bisexuals Around the World, Bisexual Resource Center, 2021 (réimpr. 2009) (1re éd. 2005) (ISBN 978-0965388153)
- (en) Edith A. Firestein (dir.), Becoming Visible. Counseling Bisexuals Across the Lifespan, New York-Chihester, Columbia University Press, 2007, 484 p. (ISBN 978-0-231-13724-9, lire en ligne)
- (en) Jennifer Baumgardner, Look Both Ways : Bisexual Politics, Macmillan, 2008 (ISBN 978-0374190040).
- (en) Meg Barker (dir.), The Bisexuality Report : Bisexual Inclusion in the LGBT Equality and Diversity, Centre for Citizenship, Identities and Governance and Faculty of Health and Social Care, The Open University, 2012 (lire en ligne [archive du 25 août 2014] [PDF]).
- (en) Shiri Eisner, Bi : Notes for a bisexual revolution, Seal Press, 2013, 1re éd., 345 p. (ISBN 978-1-58005-474-4, OCLC 813394065, LCCN 2012047200).

##### En français
Années 1970
- Charlotte Wolff, Bisexualité, Éditions Stock, 1977 (ISBN 2-234-01418-2, SUDOC 000436615).

Années 1990
- Élisabeth Badinter, XY, De l'identité masculine, Odile Jacob, 1986.  et (SUDOC 051443368) (1992), (SUDOC 005386314) (1993)
- Christian David, Bisexualité psychique, Paris, Payot-poche, 1992, 397 p. (ISBN 2-228-88399-9, SUDOC 002540738) et (SUDOC 004231317) (1997), (SUDOC 150758529) (2011).
- Jean-Luc Hennig, Bi, de la bisexualité masculine, Éditions Gallimard, 1996 (ISBN 2-07-074669-0, SUDOC 003963888).
- Rommel Mendes-Leité, Catherine Deschamps et Bruno Proth, Bisexualité, le dernier tabou, Calmann-Lévy, 1996 (ISBN 2-7021-2652-9, SUDOC 003989666).
- Catherine Deschamps, Bisexualité et bisexuels. De l'invisibilité à l'idéologie de la diversité : histoire d'un rapport ambivalent à la domination (thèse de doctorat en anthropologie sociale), Paris, EHESS et ENS, 1999 (SUDOC 116042494).

Années 2000
- Jean-Bertrand Pontalis (dir.), Bisexualite et différence des sexes, Paris, Éditions Gallimard, coll. « Folio Essais » (no 359), 2000, 561 p. (ISBN 2-07-041186-9, SUDOC 007442610), année première édition : 1973 (SUDOC 2-07-028460-3)[1]
- Catherine Deschamps, Le Miroir bisexuel : une socio-anthropologie de l’invisible, Balland, coll. « Modernes », 2002 (ISBN 2-7158-1391-0, SUDOC 060504994).  Livre tiré de la thèse de doctorat de l'autrice.
- Pierre des Esseintes, Osez… la bisexualité, Paris/impr. en Espagne, La Musardine, 2019, 2e éd., 150 p. (ISBN 978-2-36490-473-6). Kindle : ASIN B07W3PFCFD
- Karl Mengel, Pour et contre la bisexualité : libre traité d'ambivalence érotique, Paris, La Musardine, coll. « L'attrape corps », 2009, 117 p. (ISBN 978-2-84271-391-1, SUDOC 137279701).

Années 2010
- Gabrielle Desgagné, Le mouvement bisexuel : une lutte identitaire (mémoire de recherche en sociologie des mouvements sociau x), Université du Québec à Montréal, 2012 (lire en ligne [PDF]).
- Mathieu Trachman, Tania Lejbowicz et l’équipe de l’enquête Virage, « Les personnes qui se disent bisexuelles en France », Population & Sociétés, vol. 561, no 11,‎ 2018, p. 1-4 (DOI 10.3917/popsoc.561.0001, lire en ligne, consulté le 9 décembre 2023).

#### Bisexualité dans l'histoire
- Marie Delcourt, Hermaphrodite : Mythes et rites de la bisexualité dans l'Antiquité, Paris, Presses universitaires de France, 1958.
- Eva Cantarella (trad. de l'italien par Marie-Domitille Porcheron), Selon la nature, l'usage et la loi : La Bisexualité dans le monde antique [« Secondo natura. La bisessualità nel mondo antico »], Paris, La Découverte, 1991, 341 p. (ISBN 2-7071-2001-4).
- Claude Aron, La Bisexualité et l'Ordre de la nature, Éditions Odile Jacob, 1996.
- Frédéric Monneyron, Bisexualité et Littérature. Autour de D. H. Lawrence et Virginia Woolf, Paris, Montréal, Éditions L'Harmattan, 1998, 175 p. (ISBN 2-7384-6363-0, lire en ligne).
- Régis Revenin, « Hétérosexualité ? Homosexualité ? Mouvance des identités et des pratiques sexuelles chez les adolescents masculins dans la France des Trente Glorieuses », dans Catherine Deschamps, Laurent Gaissad et Christelle Taraud (dir.), Hétéros : discours, lieux, pratiques, Paris, Éditions EPEL, 2009, p. 193-204.
- (en) David F. Greenberg, The Construction of Homosexuality, University of Chicago Press, 1990, 635 p. (ISBN 978-0-226-30628-5, lire en ligne).
- (en) Merl Storr, Bisexuality : A critical reader, Routledge, 1999, 256 p. (ISBN 978-0-203-02467-6, OCLC 50553479, LCCN 98042140). .
- (en) Paula C. Rust (dir.), Bisexuality in the United States : A Social Science Reader, Columbia University Press, 2000.
- (en) Steven Angelides, A History of Bisexuality, Chicago, University of Chicago Press, 2001, 296 p. (ISBN 978-0-226-02090-7, OCLC 716486792, BNF 46560182, LCCN 00013141). .
- (en) James Neill, The Origins and Role of Same-Sex Relations in Human Societies, Jefferson, NC, McFarland & Co., 2009, 470 p. (ISBN 978-0-7864-3513-5, lire en ligne).

#### Documentaires télévisuels
- La Bisexualité : Tout un art ? réalisé par Laure Michel et Eric Wastiaux, première diffusion sur Arte le 18 décembre 2008.
- Bi the Way (en), de Brittany Blockman, Josephine Decker et Martha Shane, diffusé pour la première fois sur la chaîne Logo en août 2009. (Site officiel ; Regarder en ligne sur le site de la chaîne Logo)

#### Émission de radio
- « Tous bi ? », sujet de l'émission Et si c'était ça le bonheur ?, Faustine Bollaert, diffusée sur Europe 1 le 2 octobre 2009.
- « Un pot-au-feu, une pipe et un enterrement », reportage diffusé par Là-bas si j'y suis le 12 octobre 2006 (Lien externe).
- « Tous bisexuels ? », sujet de l'émission Point G comme Giulia diffusée sur Le Mouv' le 19 septembre 2013.
- « La Bisexualité, tout un art ! », sujet de l'émission Vos désirs sont mes nuits diffusée sur France Inter le 6 novembre 2013.